# Tiwanaku
Koordinaten: 16° 33′ 18″ S, 68° 40′ 25″ W
Tiwanaku (spanisch: Tiahuanaco; Aymara-Toponym nach Bernabé Cobo: Taypi Qala für „Stein in der Mitte“) ist eine bedeutende präkolumbische Ruinenstätte nahe der Ortschaft Tiawanacu im Westen Boliviens. Als eine der wichtigsten archäologischen Stätten Südamerikas wurde sie im Jahr 2000 ins UNESCO-Weltkulturerbe aufgenommen. Tiwanaku war das urbane Zentrum des Tiwanaku-Staats und damit architektonisches Monument, Pilgerziel und politisches und wirtschaftliches Zentrum zugleich. Erst etwa 7 % der einstigen Stadt wurden freigelegt und von Archäologen untersucht.
Östlich der heutigen Stadt Tiawanacu befindet sich der Kern der Ruinenstätte. Die wichtigsten Areale dieses Kerns sind sieben Stein- und Erdstrukturen, die heute als der halbunterirdische Tempel, Kalasasaya, Putuni, Chunchukala, Kherikala, Kantatayita und Akapana bekannt sind. Etwas weiter südwestlich liegt Pumapunku.
Tiwanaku ist innerhalb Boliviens ein indigenes Symbol, global ist die Ruinenstätte eher für die Monumentalstruktur Pumapunku berühmt. Bekannt ist Tiwanaku insbesondere für seine Architektur und die sehr feine Steinarbeit, die sowohl in Baublöcken und Architektur als auch in Steinskulpturen zu finden ist. Nach der Viracocha-Sage soll der Bau von Tiwanaku unter der „religiösen Signatur“ des Gottes Viracocha begonnen worden sein.

## Etymologie
Der ursprüngliche Name für Tiahunaco ist unbekannt. Eine einheitliche Schreibweise existiert nicht. Er existiert in zahllosen Variationen, wie zum Beispiel Tihuanaku, Tihuanacu oder Tiwanacu. Dennoch war die gebräuchlichste Schreibweise während des 20. Jahrhunderts Tiahuanaco. Nach Marcos Jiménez de la Espada und William Bollaert habe die Stätte einen Namenswechsel durchgemacht. Der ursprüngliche Name sei nach de la Espada und Bollaert Chucahua bzw. Chuachua gewesen. Ob der Ort jedoch tatsächlich einst Chucahua genannt wurde, ist unklar. Unklar ist auch die Bedeutung. Eine Hypothese besagt, dass sich das Wort Tiahuanaco aus dem Quechuawort ‚tiyay‘ („sich setzen“) und Guanaco zusammensetzt, was zusammen etwa „Setz dich nieder, Guanaco!“ ergeben würde. Eine andere These besagt, dass sich der Name aus thia (Aymara für „ringsherum“) und huañaatha (trocken) zusammensetzt, also so viel wie „vertrocknetes Ufer“ bedeutet. In moderner Literatur wird meist die „pseudo-indigene“ Schreibweise Tiwanaku verwendet. Diese Bezeichnung entstammt linguistischer Fehlinformation, da hier die zweite Silbe – ya – weggelassen wird, die jedoch durch die Etymologie und die hispanisierte Schreibweise Tiahuanaco nahelegt wird.
Der spanische Jesuitenmissionar Bernabé Cobo behauptet in seinem Buch Historia del Nuevo mundo (Geschichte der Neuen Welt), dass die indigene Bevölkerung ihm mitgeteilt habe, Tiwanakus Eigenname sei Taypikala, was so viel wie „Stein in der Mitte/im Zentrum“ bedeutet. Dieser Name betont den Glauben der indigenen Bevölkerung in die transzendenten Rolle Tiwanakus bei der Entstehung der menschlichen Gesellschaft (siehe Abschnitt Indigene Legenden und Mythen).

## Lage

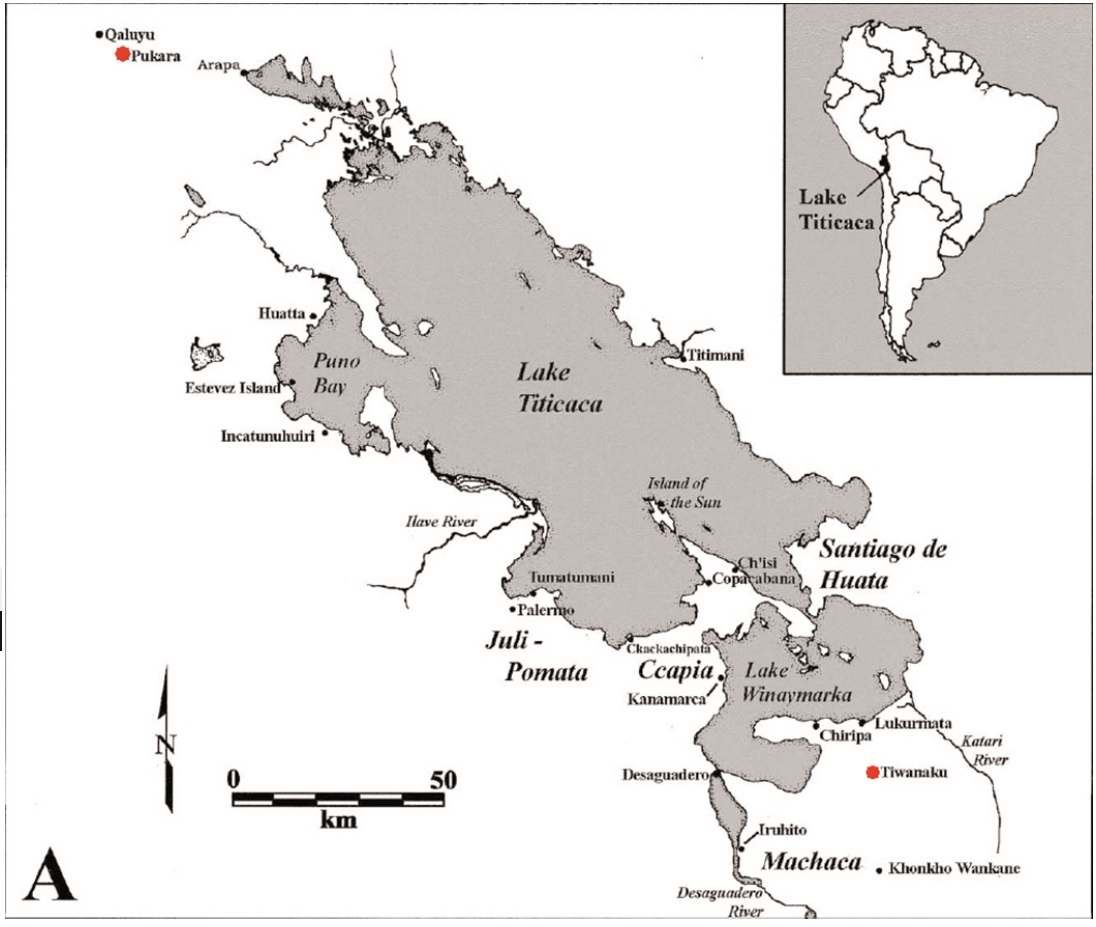
Tiwanaku südöstlich des Titicacasees und weitere bedeutende Tiwanaku-Siedlungen wie Lukurmata im Norden und Qhunqhu Wankani (Khonkho Wankane) im Süden; im Norden befindet sich Pukara, das Zentrum der Pukara-Kultur

Die Ruinenstätte am zeitweise trockenfallenden Río Tiwanaku in der kargen Altiplano-Hochebene auf knapp 4000 m Höhe liegt etwa 75 km (Fahrtstrecke) westlich von La Paz an der Hauptstraße nach Desaguadero (Grenzübergang nach Peru) und 15 km südöstlich des Titicacasees.

## Geschichte
Das historische Tiwanaku war das religiöse und administrative Zentrum von vorinkaischen Kulturen rund um den Titicacasee in der Zeit von 1500 v. Chr. bis 1200 n. Chr. Die Sprache war vermutlich Puquina. Die ersten Besiedlungsspuren stammen aus dem 15. Jahrhundert v. Chr. Um 300 v. Chr. begann Tiwanaku, zu einem Zentrum für Religion und Kultur anzuwachsen, und fand seinen Höhepunkt zwischen 600 und 900 n. Chr.
Durch Altersbestimmung an ausgegrabenen Keramikgegenständen sind chronologische Phasen zu erkennen, die zwischen 300 v. Chr. und 1000 n. Chr. liegen. Die Hauptphase der Bebauung konnte zusätzlich durch vielfache Datierungen mit der C14-Methode auf den Zeitraum zwischen 600 und 900 n. Chr. eingegrenzt werden, was mit der Chronologie der Keramikphasen IV und V übereinstimmt. In seiner Blütezeit reichte der Einfluss von Tiwanaku von der Atacama-Wüste an der pazifischen Küste bis zur Provinz Cochabamba sowie in Teile des heutigen Argentiniens hinein.
Am Ende des ersten Jahrtausends fiel Tiwanaku einer klimatischen Veränderung und der damit verbundenen Dürreperiode zum Opfer. Diese führte dazu, dass die Stadt für viele Jahre verlassen wurde. Anders als zuvor durch Posnansky angenommen, lag Tiwanaku nicht direkt am Titicacasee, sondern war auf Regenlandwirtschaft angewiesen, wozu in den Feldern um Tiwanaku fortschrittliche Bewässerungs- und Speichersysteme errichtet wurden.
Als die Inka das Gebiet erreichten, fanden sie Tiwanaku bereits verlassen vor. In der Spanischen Kolonialzeit wurde das historische Areal geplündert und bis ins 20. Jahrhundert hinein als Steinbruch benutzt. Die meisten Forscher sehen in der heutigen Aymara-Bevölkerung des Titicaca-Beckens Nachkommen der früher heterogeneren Bevölkerung der Region von Tiwanaku, der Lupaca und Pacajes, die nach dem 16. Jahrhundert in den Aymara aufgegangen seien. Andere Forscher halten die Pukina für die Träger der frühen Dynastien von Tiwanaku.
Der Archäologe Alan L. Kolata ging nach Ausgrabungen in den 1980er und frühen 1990er Jahren von einer Bevölkerung von mindestens 115.000 Menschen um das Jahr 1000 n. Chr. aus, zu denen im Umland um die 250.000 hinzukamen. Die Archäologin Nicole Couture kam zu einer deutlich geringeren Einschätzung, die eine Größenordnung von 20.000 bis 30.000 als Einwohnerzahl taxiert. Kolata bezog sich mit der Schätzung von 115.000 höchstwahrscheinlich auf „Großtiwanaku“, also den Umkreis von ca. 25 km vom Stadtzentrum. Dieser umfasst weitere urbane Zentren wie beispielsweise Lukurmata.

## Bekannte Erforscher von Tiwanaku
Einige bekannte Forschungsreisende und Erforscher von Tiwanaku sind:
- Pedro Cieza de León (besuchte Tiwanaku 1549 und lieferte in seinen Chroniken wertvolle Beschreibungen)
- Bernabé Cobo (besuchte Tiwanaku das erste Mal 1610)
- Thaddäus Haenke (besuchte vermutlich bereits 1794 Tiwanaku; er fertigte die ersten bekannten Zeichnungen Tiwanakus an)
- Alcide Dessalines d’Orbigny (erforschte die Ruinen im Juni 1833)
- François Louis Nompar de Caumont de La Force (besuchte im Dezember 1845 die Ruinen)
- Bartolomé Mitre (besuchte Tiwanaku im Januar 1848)
- Léonce Angrand (fertigte 1849 Zeichnungen der Sonnentor-Ikonografie an)
- Johann Moritz Rugendas (fertigte einige Gemälde von Tiwanaku an)
- Mariano Eduardo de Rivero y Ustáriz und Johann Jakob von Tschudi (veröffentlichen 1851 in Antigüedades Peruanas Abbildung von Gegenständen die in der Ruinenstätte gefunden wurden)
- David Forbes (besuchte Tiwanaku zwischen 1859 und 1863)
- Ephraim George Squier (trug maßgeblich zur Erforschung der Ruinen bei; besuchte Tiwanaku zwischen 1863 und 1870)
- Richard Inwards (besuchte die Ruinen von 1866 bis 1867)
- Alphons Stübel (besuchte die Ruinenstätte im Januar 1877, fertigte Zeichnungen der Steinskulpturen an)
- Ernst Wilhelm Middendorf (besuchte Tiwanaku 1887)
- Adolph Francis Alphonse Bandelier (besuchte Tiwanaku 1894 und fertigte eine informative Karte an)
- Georges Courty (führte 1903 die ersten offiziellen Ausgrabungen im Rahmen der Mission scientifique française à Tiahuanaco durch)
- Arthur Posnansky (trug maßgeblich zur Mystifizierung der Stätte bei)
- Edmund Kiss (führte ab 1928 pseudoarchäologische Forschungen mit dem Ziel, einen arischen Ursprung der Stätte zu beweisen, durch)
- Wendell Clark Bennett (entdeckte 1932 den nach ihm benannten Bennett-Monolithen)
- Carlos Ponce Sanginés (führte von 1957 bis etwa 1980 groß angelegte Ausgrabungen und Rekonstruktionen durch; nach ihm ist der Ponce-Monolith benannt)
- Alan Kolata (koordinierte zusammen mit Carlos Ponce Sanginés 1988 and 1989 Ausgrabungen in Tiwanaku)
- John Wayne Janusek (veröffentlichte 2008 Ancient Tiwanaku)
- Jean-Pierre Protzen (lieferte wertvolle Beschreibungen zur Tiwanaku-Architektur und lieferte wichtige Beiträge zur Rekonstruktion von Pumapunku; veröffentlichte 2013 The Stones of Tiahuanaco.)
- Alexei Vranich (gelang basierend auf Protzens und Stübels Vorarbeiten 2018 eine vollständige Rekonstruktion von Pumapunku)

## Entdeckung und Forschungsgeschichte
Als die Inka die Ruinenstätte entdeckten, staunten sie über die Steinbearbeitung. Beispielsweise erstaunte Huayna Capac, als er die Ruinen zum ersten Mal sah. Pachacutic kam nach Tiwanaku, um die Gebäude zu inspizieren, und er bewunderte die Gebäude, die er zu Gesicht bekam, da er solche noch nie zuvor gesehen hatte. Er wies seine Männer an, diese Architektur sorgsam zu studieren, da er die Gebäude in Cuzco in gleicher Weise errichtet haben wollte.
Seit die Europäer die Monumentalstrukturen am südlichen Ende des Titicacasees zum ersten Mal gesehen hatten, staunten sie über das Können der Menschen, die sie herstellten. Die Reste der Stadt wurden erstmals im 16. Jahrhundert von Pedro de Cieza de León beschrieben; er stieß im Jahr 1549 auf die Ruinen, als er auf der Suche nach der Hauptstadt der Inkas in Qullasuyu war. Die Einwohner von Tiwanacu lachten Cieza aus, als er sie fragte, ob die Inka die Monumentalstrukturen von Tiwanaku errichtet hatten. Sie erzählten ihm, dass die Gebäude lange vor der Regentschaft der Inka errichtet worden seien. Sie konnten aber die Frage nicht beantworten, wer sie errichtet hatte. Die Chronisten waren von den Ruinen, der Größe der Steine, die vor Ort verwendet wurden, und der Präzision, mit der die Steine bearbeitet worden waren, beeindruckt. Niemand konnte erklären, wie die Steine bewegt oder mit welchen Werkzeugen sie geformt wurden. Alle Forschungsreisenden, die je die Ruinenstätte besuchten, staunten über die Technik und die Form der Steinblöcke. Die einzige Ausnahme ist Bandelier, der jedoch höchstwahrscheinlich die feine Steinarbeit übersah.

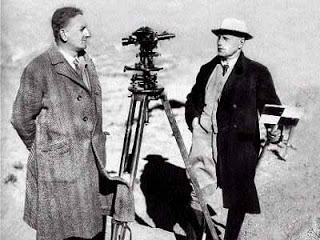
Bennett und Posnansky in Tiwanaku

Frühe Gelehrte betonten stets die Rätselhaftigkeit der Stätte. Beispielsweise beschrieben Ernst W. Middendorff (der die Ruinenstätte 1887 besuchte) und Johann Jakob von Tschudi (der Tiwanaku 1858 besuchte) die Ruinenstätte als Rätsel, welches nicht leicht zu lösen sei. Der deutsche Naturforscher Alphons Stübel war einer der ersten, bei dem systematische Forschungsarbeit in Tiwanaku zur Anwendung kam. Alfons Stübel und Max Uhle veröffentlichten im Jahr 1892 ihr richtungsweisendes Werk Die Ruinenstätte von Tiahuanaco im Hochlande des alten Perú, in dem sie die Stätte als „unstreitig als die merkwürdigste aller auf südamerikanischem Boden“ beschreiben.
Zu den ersten Forschungsreisenden der Moderne zählten Max Uhle, der den Ort besuchte, als er noch ein Übungsplatz der bolivianischen Streitkräfte war, und Arthur Posnansky, dem es gelang, die Überreste zu fotografieren, bevor Tiwanaku als Steinbruch für den Kirchen-, Profan- und Eisenbahnbau genutzt wurde. Die erste stratigraphische Grabung leitete 1934 der Archäologe Wendell Clark Bennett. Die einzigen Forscher, die die Steinarchitekturen von Tiwanaku systematisch untersuchten, waren Léonce Angrand (1848), Alfons Stübel (1892) und Protzen und Nair (2013). Zu den Experten im Bereich „Tiwanaku-Ikonografie“ bzw. SAIS (Southern Andean Iconographic Series) gehören Patricia Knobloch und William Isbell.
Fotos von archäologischen Ausgrabungen 1903–1904

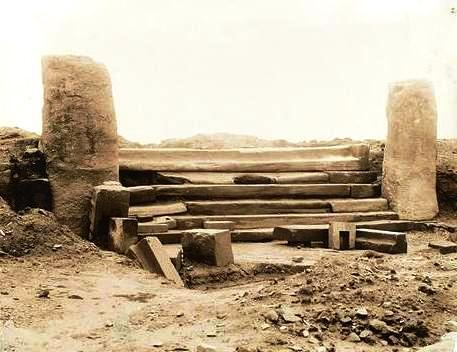
Treppen von Kalasasaya
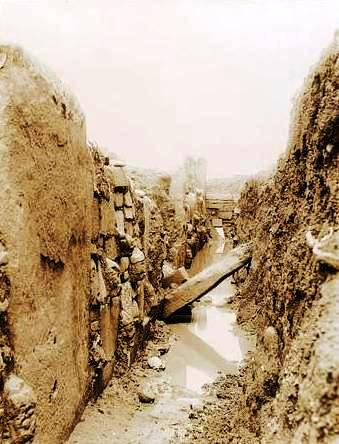
Halbunterirdischer Tempel
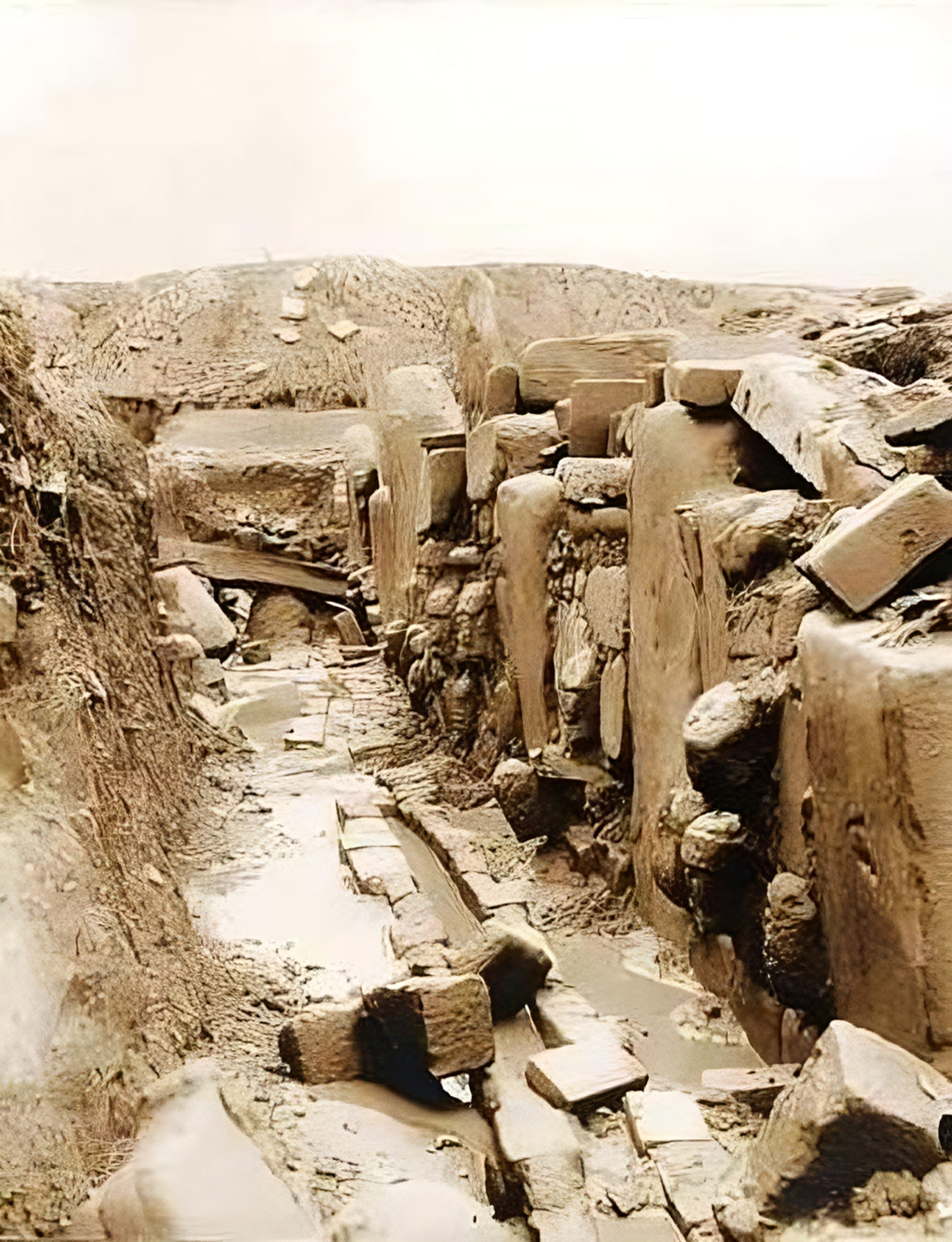
Halbunterirdischer Tempel
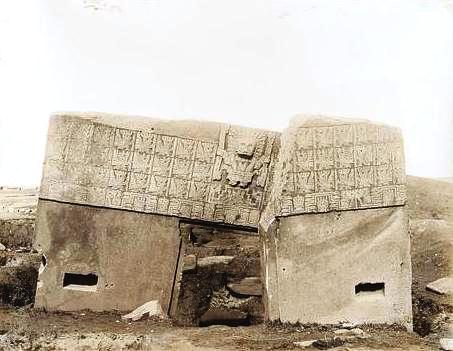
Sonnentor Vorderseite
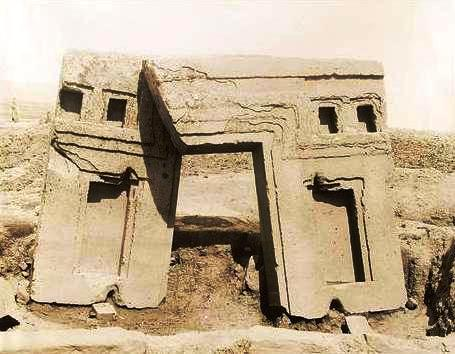
Sonnentor Rückseite

## Plünderung, Zerstörung und Amateurarchäologie
Tiwanaku ist eine der größten geplünderten archäologischen Stätten Südamerikas. Plünderer haben in den letzten 500 Jahren Pumapunku und den Rest von Tiwanaku so stark ausgeplündert und zerstört, dass keiner der Monolithblöcke mehr an seiner ursprünglichen Position steht.
Die größte Zerstörungswelle erfuhr Tiwanaku im frühen 20. Jahrhundert. Beim Bau der Eisenbahnlinie von La Paz bis nach Guaqui wurden unzählige Monumentalstrukturen, Statuen und Stelen mit Dynamit gesprengt. Aus diesem Grund ist nahezu keine stehende Architektur erhalten; alles heute sichtbare ist dilettantisch rekonstruiert und gibt einen völlig falschen Eindruck von der einzigartigen Tiwanaku-Architektur.
Einwohner der modernen Stadt Tiwanacu zerlegten und zerstörten fast alles, was 1903–1904 im Rahmen der Mission scientifique française à Tiahuanaco unter Leitung von Georges Courty freigelegt wurde, innerhalb von Tagen oder sogar wenigen Stunden. Beispielsweise wurde östlich von Kalasasaya ein kellerartiger Bau freigelegt, der einen bis dato unbekannten Gebäudetypus darstellte und in dessen Mauern naturalistische Steingesichter eingesetzt waren. Dieses Gebäude wurde vollkommen zerstört und es existieren nur noch wenige historische Aufnahmen der Architektur.
Max Uhle war über den Zustand der Fundstätte Tiwanaku entsetzt und forderte die bolivianische Regierung zu deren entschiedenerem Schutz auf. Er habe gesehen, wie Militärschützen das Sonnentor als Zielscheibe benutzten. Dreißig Jahre später rettete Arthur Posnansky fotografisch für die Archive, was vom Tempelkomplex übrig geblieben war. Zuvor war die Stätte bereits zum größten Steinbruch für den Kirchen-, Eisenbahn- und Profanbau von La Paz verkommen. Im Folgenden wurde versucht, Teile der präkolumbischen Ruinenstätte zu rekonstruieren. Carlos Ponce Sanginés führte Ende der 1950er und Anfang der 1960er Jahre Rekonstruktionen durch. Die Rekonstruktion war so dilettantisch, dass sie eine völlig verzerrte Sicht auf die Tektoniken der Tiwanaku-Architektur wiedergibt.

## Moderne zeremonielle Nutzung

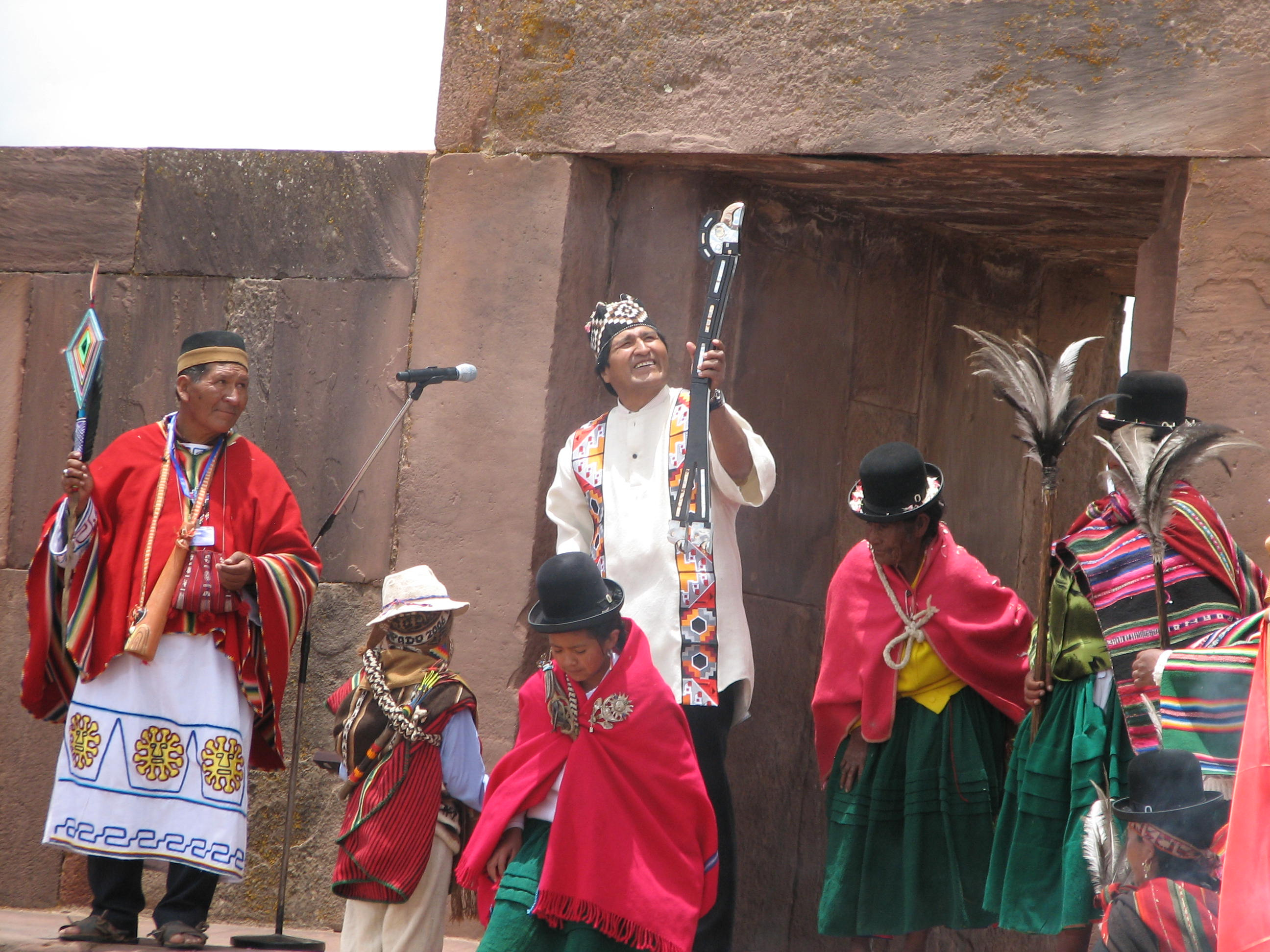
Evo Morales in Tiwanaku mit pseudo-tiwanakanischem Gegenstand und vierzipfliger Mütze

Seit 2006, als mit Evo Morales zum ersten Mal ein Indigener Präsident wurde, wird Tiwanaku regelmäßig für aufwändige Zeremonien genutzt. Beispielsweise fand im November 2020 eine symbolische Übergabe des Kommandostabs durch Aymara-Schamanen an Präsident Luis Arce und Vizepräsident David Choquehuanca statt. Auch der rituelle Empfang des ersten Lichts nach der Wintersonnenwende erfuhr eine erhebliche Aufwertung.

## Indigene Legenden und Mythen
Der Grund, warum Tiwanaku bei den indigenen Völkern als heilig angesehen wird, ist die Rolle von Tiwanaku bei der indigenen Schöpfungsgeschichte (Genesis) in der Andenwelt. Viele Mythen, die die Erschaffung der Welt bei Tiwanaku beschreiben, wurden durch die spanischen Konquistadoren dokumentiert. Diese Mythen existieren in unzähligen Varianten, weisen jedoch signifikante Gemeinsamkeiten auf. Sie erzählen die Geschichte einer vormenschlichen Welt der Dunkelheit (da Sonne und Mond noch nicht erschaffen worden sind), die durch den Erschaffer Wiraqucha Pachyachachic (Erschaffer aller Dinge), der als unsichtbarer Herr beschrieben wird, zerstört wird. Nach dem Mythos stieg Wiraqucha aus dem Titicacasee empor und zerstörte diese Welt durch ein Inferno und eine Sintflut. Während Wiraqucha emporstieg, begannen sich bei Tiwanaku „Tag und Nacht“ zu formieren und er befahl, dass sich „die Sonne in ihre Bahn begeben soll“. Er begab sich nach Tiwanaku und erschuf dort Riesen, Menschen, Tiere und alle anderen Dinge. Nachdem er die Bewohner und die Riesen von Höhlen, Flüssen und Quellen rief, die über die mystische Landschaft der Schöpfungszeit verstreut waren, verwandelte er einige der Riesen wegen ihres gotteslästerlichen Verhaltens aus Wut in Stein. Die Ursünde bestand also in einer unzureichenden Huldigung des Schöpfers. Zwei Überlebende, die zusammen mit Wiraqucha in Tiwanaku blieben, wurden gesandt, um eine neue Rasse von Menschen im Namen des Schöpfers hervorzurufen. Die Inkas glaubten, dass die monolithischen Skulpturen von Tiwanaku dem Schöpfergott Wiraqucha als Modelle dienten, um die ersten Menschen zu erschaffen.

## Architektur
Die Tiwanaku-Architektur (insbesondere der Pumapunku-Stil) weist sowohl technische als auch architektonische Merkmale auf, die einzigartig sind. Viele dieser Merkmale sind bemerkenswerte Erfindungen, die nach heutigem Stand des Wissens weder in der Architekturgeschichte der Anden noch sonst wo auf der Welt bekannte Vorläufer haben.

## Monolithen
Die in Tiwanaku gefundenen Monolithen werden im Allgemeinen vier Kategorien zugeordnet:
- Präsentationsmonolithen
- Monolithen mit ausgestreckten Armen
- Chachapumas
- Yaya-Mama-Monolithen

Einige Pukara-Skulpturen sollen ebenfalls aus Tiwanaku stammen, zum Beispiel die Pucará-Figurine.

## Steinbearbeitung
Die spanischen Konquistadoren rätselten, wie die Tiwanakaner ohne spezielle Werkzeuge die Bearbeitung und den Transport der tonnenschweren Steine hatten bewerkstelligen können. Nach Pedro de Cieza de León müssten unbekannte Instrumente oder Werkzeuge verwendet worden sein, um sie zu formen. Er schrieb über die Steinarchitekturen von Tiwanaku, dass „[…] es eine Sache von fantastischer Größe ist, und wenn ich es mir recht überlege, begreife und verstehe ich es nicht, mit welchen Instrumenten und Werkzeugen sie diese hergestellt haben.“ Nach Alfons Stübel und Max Uhle gebe es sowohl ein „architektonisches Problem“, als auch ein „technisches Problem“. Die technischen Mittel, die den Tiwanakanern zur Verfügung standen, stünden „[…] in keinem Verhältnisse zu der Höhe ihrer Leistungen […]“. Gewisse technische Errungenschaften anderer Völker seien unverstanden und damit nicht nachahmbar. Nach den Architekturhistorikern Jean-Pierre Protzen und Stella Nair seien die in Tiwanaku gefundenen doppelt gebogenen Architrave mit ihren steil parabolisch verlaufenden Rückseiten (wie z. B. der Kantatayita-Architrav) für moderne Steinmetze schwer replizierbar.
Nach den Architekturhistorikern Jean-Pierre Protzen und Stella Nair seien keine Meißel verwendet worden, um die Blöcke zu schneiden oder zu formen. Die bekannten und dokumentierten Werkzeuge der Inka-Steinmetzkunst sind Schlagsteine, Bronze-Stemmeisen, Lot und Seile. Diese wurden jedoch nach den Architekturhistorikern Jean-Pierre Protzen und Stella Nair bei den Steinblöcken von Tiwanaku nicht verwendet. Nach diesen Autoren gebe es Hinweise auf die gelegentliche Verwendung von Sägen oder Feilen sowie Schleifmaschinen. Die Oberflächenbearbeitung der Steinquader der Inka sei nicht so perfekt wie die der Tiwanakaner. Insgesamt stellen Jean-Pierre Protzen und Stella Nair fest, dass die Tiwanakaner bei den glatten Oberflächen, perfekt ebenen Flächen und den exakten rechten Innen- und Außenwinkeln bei den fein zugerichteten Steinen auf Techniken zurückgriffen, die den Inka unbekannt waren und der heutigen Archäologie zu dieser Zeit noch unbekannt sind. Die scharfen und präzisen Innenwinkel von 90° wurden höchstwahrscheinlich nicht mit Schlagsteinen angefertigt. Egal wie fein die Spitze des Schlagsteins sei, er könne niemals die scharfen rechten Innenwinkel erzeugen, die beim Tiwanaku-Mauerwerk zu sehen seien. Die Bauwerkzeuge der Tiwanakaner, mit vielleicht der möglichen Ausnahme von Schlagsteinen, bleiben nach Jean-Pierre Protzen und Stella Nair im Wesentlichen unbekannt und müssen noch entdeckt werden. Nach den beiden Architekturhistorikern wurden noch nie in der Geschichte Werkzeuge gefunden, „[…] die positiv mit dem Bau in Tiahuanaco in Verbindung stehen“. Nach der Kunsthistorikerin Jessica Joyce Christie hätten die 1985 von Jean-Pierre Protzen durchgeführten Steinschneide-Experimente gezeigt, dass die Tiwanaku-Baumeister möglicherweise über zusätzliche Werkzeuge verfügten, die die Erstellung exakter geometrischer Schnitte und Formen ermöglichten und über die die Archäologie keine Aufzeichnungen hat.

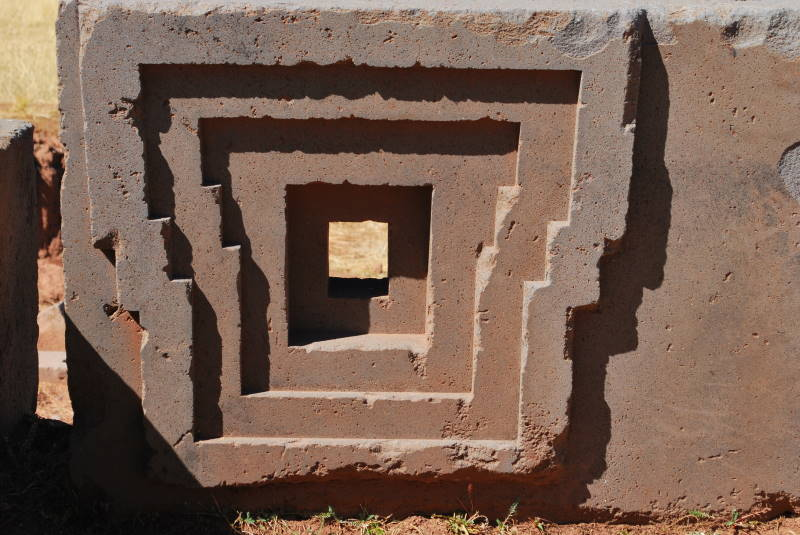
Verschachtelte Motive, die typisch für Pumapunku-Stil-Architektur sind

Die Motive der Steinblöcke weisen stets eine glatte und vollendete Oberfläche auf. Nach Protzen und Nair griffen die Steinmetze von Tiwanaku für die Herstellung dieser Oberflächen auf eine unbekannte Technik zurück. Mit welchen Werkzeugen die Baumeister von Tiwanaku große und kleine perfekt ebene Flächen schufen sei ebenso unbekannt.

## Zement-Hypothese
Spekulationen über die Verwendung von Zement zur Herstellung der Steinquader von Tiwanaku reichen weit zurück. Richard Inwards (Präsident der Royal Meteorological Society zwischen 1894 und 1895) wurde 1866 nach Bolivien geschickt. Wie andere vor und nach ihm war er von den makellos verarbeiteten Steinen in Tiwanaku beeindruckt. Der Pfarrer von Tiwanaku sagte ihm, dass man allgemein annehme, dass die Blöcke nicht aus Stein, sondern aus einer Art Zement seien. Er glaube dies nicht, bekundete jedoch schließlich: „Ich muss zugeben, dass ich künstliche Steine gesehen habe, die so stark natürlichen ähneln, dass es schwierig wäre, den Unterschied zu erkennen“. Er konnte ebenso auf keinem der Steine Meißelspuren erkennen.
Laut Frank Hole und Robert Heizer haben sich viele der Steine in Tiwanaku „als zu schwer für den Transport erwiesen“, da einige etwa 100 Tonnen wiegen würden. Hole und Heizer geben an, dass im Laufe der Zeit der Glaube gewachsen ist, dass diese Steine, die sie „kolossal“ nennen, aus Beton bestehen und Gold enthalten müssen. Daher hätten Schatzsucher die Sandsteinplattform von Pumapunku in Stücke zertrümmert. Laut Stella Nair sind die Steine von Pumapunku „atemberaubend glatt“. Sie stellt fest, dass moderne Reiseleiter behaupten, die Steine seien mit Lasern geschnitten oder wie Zement gegossen und poliert worden. Laut Nair sind beide Vorschläge „offensichtlich falsch“.
Im Jahr 2019 wurde im Rahmen einer gemeinsamen Forschungsarbeit zwischen dem Geopolymer-Institut (Frankreich) und der UC San Pablo (Peru) eine Analyse der Pumapunku-Sandstein-Megalithen und grauen Andesit-Aufbauten veröffentlicht. In der in der peer-reviewten Fachzeitschrift Materials Letters veröffentlichten Studie kamen die Autoren zu dem Schluss, dass die Steine nicht geologisch entstanden sind, sondern aus Geopolymerzement bestehen. Im Fall der Megalithen aus rotem Sandstein sei dieser Zement aus kaolinitisiertem Sandstein und Natron (Na2CO3) hergestellt worden. Im Fall der kleineren grauen Andesit-Aufbauten kamen sie zu dem Schluss, dass sie mit einer Nasssand-Geopolymer-Formtechnik (wet-sand geopolymer molding technique) gegossen wurden. Die Steine seien aus nicht konsolidiertem vulkanischem Tuff hergestellt worden, dem ein organo-mineralisches Geopolymer-Bindemittel hinzufügt worden sei, das aus Carbonsäuren bestand, die aus lokaler Biomasse und Guano extrahiert wurde. Nach Angaben der Autoren konnten sie die künstlichen Geopolymere im Labor reproduzieren und als Ergebnis einen Geopolymer-Beton mit ähnlichen Eigenschaften erhalten. Davidovits und Huaman glauben, dass ihre Arbeit die uralte Legende vom Verflüssigen der Steine bestätigen würde (Inka#Steinauflösungspflanze der Inka (Folklore)).
Laut Zoi Ralli und Stavroula Pantazopoulou weist der Geopolymer von Pumapunku eine hohe Ähnlichkeit mit modernen Geopolymer-Baustoffen auf. Laut Markssuel Teixeira Marvila und Afonso Rangel Garcez de Azevedo u. a. (Universidade Estadual do Norte Fluminense) belegen Davidovits Studien zu Tiwanaku die Langlebigkeit alkaliaktivierter Materialien.
Laut Dick Teresi würde die „Theorie des flüssigen Gesteins“ die Lage des etwa zehn Tonnen schweren Sonnentors von Tiwanaku auf einem isolierten Plateau erklären. Davidovits sei nach elektrochemischer Analyse von einigen Steinfragmenten zu dem Schluss gekommen, dass die Wanka-Bauherren Oxalsäure aus bestimmten Blättern verwendeten, um Steine zu verflüssigen und dann in Formen zu gießen. Laut Teresi sei diese Theorie jedoch „Spekulation“ und auch der Brookhaven-Chemiker Edward V. Sayre kommentierte: „Es ist faszinierend, aber definitiv umstritten“.
In einem Beitrag der BBC vom Dezember 2023 wird gezeigt, wie einige Aymara-Steinbildhauer in Tiwanaku noch heute Techniken zur Steinerweichung ihrer Vorfahren verwenden, um die Steinbearbeitung zu erleichtern. Der Archäologe Luis Miguel Callisaya hält es für durchaus möglich, dass die Tiwanakaner einen chemischen Prozess entwickelten und perfektionierten, um Steine zu erweichen.

## Qualität der Steinbearbeitung

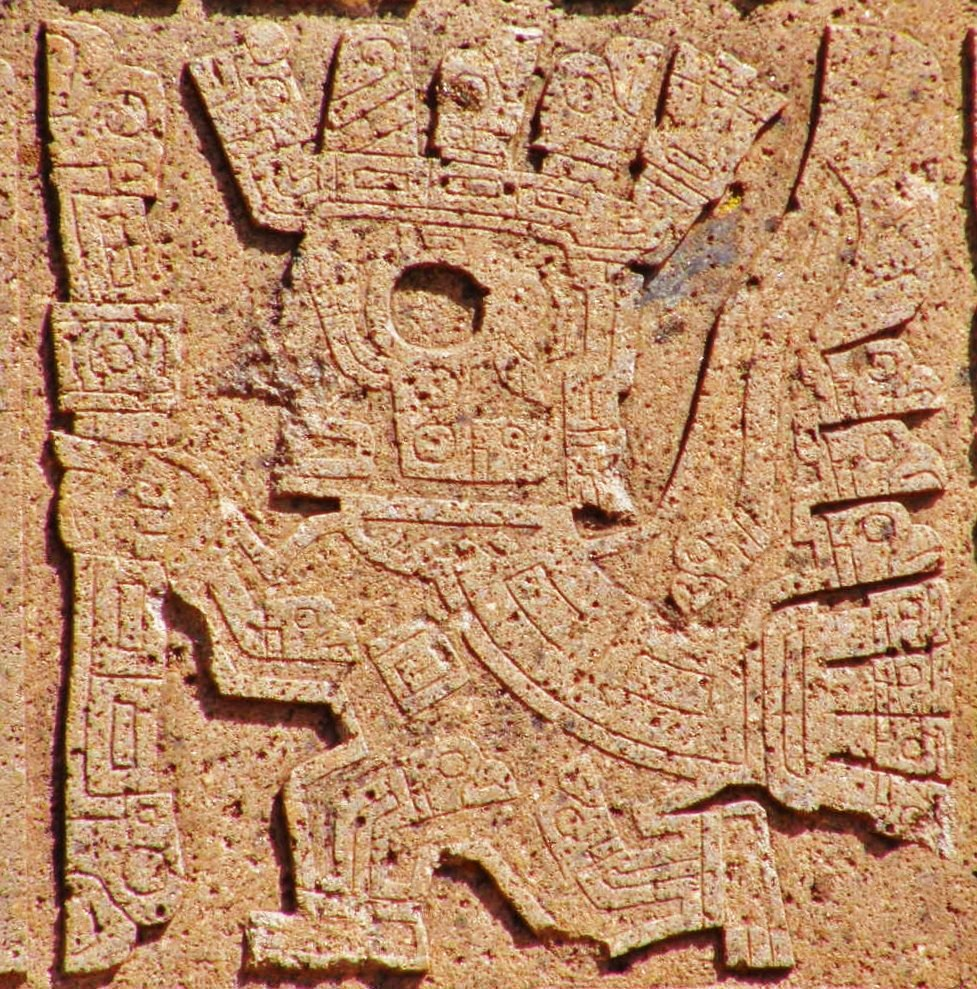
Eine der Nebenfiguren am Sonnentor, die nach Stübel und Uhle eine staunenswerte Ausführung zeigen würden.

Seitdem die Europäer die Monumentalstrukturen am südlichen Ende des Titicacasees zum ersten Mal sahen, staunten sie über das Können der Menschen, die sie herstellten. Beispielsweise wollte Ephraim George Squier aus Ehrfurcht nicht darüber spekulieren, wie Steine bearbeitet worden sein könnten, bekundete dennoch 1877:

“And I may say, once and for all, carefully weighing my words, that in no part of the world have I seen stones cut with such mathematical precision and admirable skill as in Peru, and in no part of Peru are there any to surpass those which are scattered over the plain of Tiahuanaco”

„Und ich kann ein für alle Mal sagen, dass ich, unter sorgfältiger Abwägung meiner Worte, in keinem Teil der Welt Steine gesehen habe, die mit so mathematischer Präzision und bewundernswerten Geschick bearbeitet wurden wie in Peru, und in keinem Teil Perus gibt es solche, die diese übertreffen die über die Ebene von Tiahuanaco verstreut sind.“

Nach Jean-Pierre Protzen und Stella Nair seien die Konstruktionen von Tiwanaku zu Recht als die kunstvollsten und bemerkenswertesten Steinarchitekturen der Welt bezeichnet worden. Es sei nach Protzen und Nair bei der Pumapunku-Steinarbeit fast unmöglich, Fehler im Schnitzprozess zu finden. Nach dem Archäologen Alexei Vranich sei die Steinarbeit Tiwanakus Gegenstand von Spekulationen, detaillierten wissenschaftlichen Analysen sowie allgemeinem Erstaunen Siegfried Huber vertrat die Meinung, dass

„nichts in ganz Altamerika unsere […] Ehrfurcht in gleicher Weise auf[ruft] wie diese granitene [sic!] Kunst von Tiahuanaco.“

Alfons Stübel und Max Uhle zählten vier Punkte auf, die die Steinarchitekturen von Tiwanaku kennzeichnen würden:
- „Eine vollkommene Beherrschung der andesitischen Lava in der Ausarbeitung figürlicher Verzierungen in Relief (Thor von Ak-kapana [heute Sonnentor genannt]);“
- „Vorzügliche Herstellung der Flächen an den architektonischen Blöcken, ausgezeichnete, mit genauen Winkeln versehene Vertiefungen (Nischen, Falze, vertiefte Rahmen u. s. w.), und scharfe regelmässige Kanten;“
- „Allgemeine Anwendung und meisterhafte Ausführung rechtwinkeliger Formen;“
- „Nie fehlende genaue Einhaltung der richtigen Massverhältnisse.“

## Form und Zweck der Steinblöcke
Castelnau bemerkte, dass die Steinblöcke, die über die Hochebene von Tiwanaku verstreut sind, extrem komplizierte Details aufweisen. Die höchste Konzentration dieser Steine gibt es bei Pumapunku. Diese seien nach Architekturhistorikern auch die faszinierendsten. Über Form und Zweck der Steinblöcke schreiben Stübel und Uhle 1892:

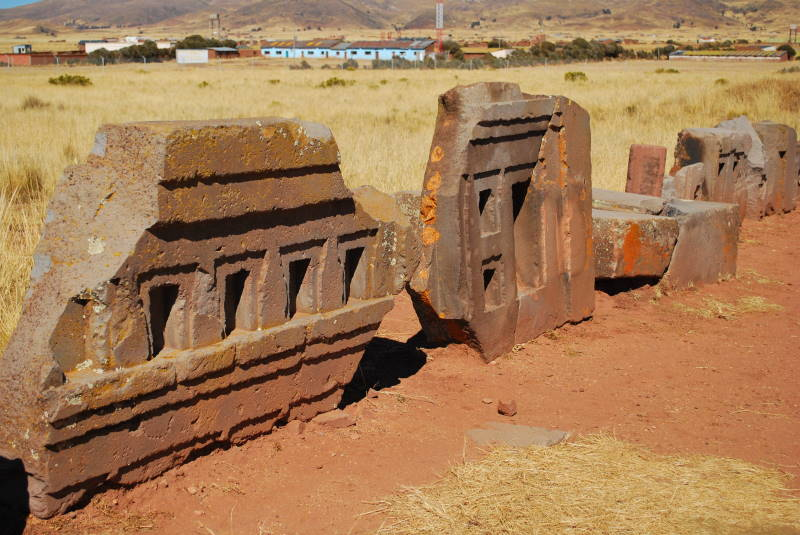
Stein vom sogenannten „Escritorio“-Typ: Miniaturfassade, die zeigt wie die Monumentalfassade aus „H-Blöcken“ und anderen zusammengesetzt aussehen sollte

„Die architektonischen Blöcke sind in Bezug auf die Zweckmässigkeit ihrer Ausarbeitungen so schwer zu verstehen, dass selbst die einfacheren erst nach langer, wiederholter Beschäftigung mit ihnen, womöglich unter Verwendung von Modellen, wie sie uns zur Verfügung standen, sich dem Verständniss zu erschliessen pflegen.“

Als Beispiel führen Stübel und Uhle an, dass sie erst nach monatelanger nahezu täglicher Beschäftigung mit dem Modell eines einzigen Blocks herausfanden, dass es sich um einen Torpfeiler handeln muss. Selbst Forschungsreisende mit außerordentlicher Beobachtungsgabe hätten Schwierigkeiten bei der Deutung der architektonischen Blöcke. Seien Verstand und Auge jedoch für diese Art von Architektur geschult, „[…] so müssten wir wahrscheinlich die Zweckmässigkeit jener Formen und deren sinnvolle Einfachheit in hohem Grade bewundern.“ Das Ungewöhnliche sei die Gliederung aller Steinarchitekturen in einzelne verhältnismäßig große Bestandteile. Nach Jean-Pierre Protzen und Stella Nair sei die Tiwanaku-Architektur durch raffinierte, puzzleartige Anordnungen gekennzeichnet. Oft wurden die Motive nicht aus einem einzigen Block geschnitzt, sondern puzzleartig aus zwei oder mehr Blöcken zusammengesetzt, die jeweils einen Teil des Motivs hatten. Pumapunku würde aus hunderten fein zugerichteten Steinen und zahlreichen Toren bestehen, die sich wie Teile eines gigantischen Puzzles verhalten würden. Nach dem Archäologen Alexei Vanich ähnle das Gesamterscheinungsbild der Blöcke von Pumapunku dem eines kürzlich begonnenen Puzzles oder dem eines kunstvollen Lego-Sets.

## Verwendung von Krampen
Die Verwendung von Krampen gilt als eine Innovation der Andenwelt, da sie keine Vorläufer in den Anden hat. Eine Analyse von Heather Lechtman ergab, dass die analysierten Krampen einer der Pumapunku-Kanäle aus einer Kupfer-Arsen-Nickel-Bronze-Legierung bestehen. Weiterhin ergab die Analyse, dass die geschmolzene Bronze direkt in die Krampenfasssungen der Kanalstücke gegossen wurde, die jeweils einen Teil der Krampenfassungen haben und puzzleartig zusammengesetzt wurden. Durch den Prozess der Erhärtung wurden die Kanalstücke eng aneinandergezogen. Der Guss deutet nach Protzen und Nair darauf hin, dass die Baumeister sich mit Tiegeln auf der Baustelle bewegten und die Fähigkeit hatten, nach Belieben Temperaturen zu erzeugen, die hoch genug waren, um das Kupfer bzw. die Kupferlegierung zu schmelzen. Zahlreiche Steinblöcke Tore etc. weisen Krampenfassungen oder Miniaturkrampenfassungen auf. Zudem besitzen einige Tore „versteckte Krampenfassungen“, die in eine oder sogar zwei Richtungen zeigen. Diese seien laut Protzen und Nair weltweit einzigartig.
Der Architekturhistoriker Jean-Pierre Protzen von der University of California, Berkeley von der University of California, Berkeley weist darauf hin, dass in der Vergangenheit oft argumentiert wurde, dass die Mauer der sechs Monolithen und die verschwundenen Strukturen, aus denen die Blöcke recycelt wurden, älter sind als die Inkas und ein Werk der früheren Tiahuanaco-Kultur waren. Diese Argumentation stützt sich oft auf das in den vierten Monolithen geschnitzte Stufenmotiv und die in mehrere Blöcke geschnitzten T-förmigen Fassungen, die als Markenzeichen der Tiahuanaco-Stil-Architektur gelten. In Bezug auf die Vermutung, dass Steinmetze vom Titicacasee Tiahuanacoide Elemente nach Ollantaytambo gebracht haben könnten, fragt sich Protzen, warum sie sich an etwas Tiahuanacoide erinnern sollten, wenn nichts Vergleichbares für mehrere Jahrhunderte gebaut wurde. Er bemerkt, dass viele T-förmige Fassungen bei Tiahuanaco zu finden sind, insbesondere auf dem Gelände von Puma Punku.
In Ollantaytambo findet man laut Protzen jedoch nur T-förmige Krampenfassungen, während in Tiwanaku Krampenfassungen mit einer breiten Palette von Formen – L, T, Doppel-T oder ‡, U, Y, Z – und Abmessungen gefunden werden. Eine Parallele zwischen Ollantaytambo und Tiwanaku wurde ebenso von Heinrich Ubbelohde-Doering, Alphons Stübel und Max Uhle bemerkt. Die Krampentechnik findet sich ebenso an Bauwerken des alten Ägypten (z. B. am Tempel von Khnum) und des alten Griechenland (z. B. am Erechtheion). Laut Stübel und Uhle haben die Krampenfassungen von Olympia und dem Erechtheion in Athen die gleiche Form wie die von Tiwanaku. Man habe es mit einer „auffallend übereinstimmenden Wahl der technischen Mittel“ zu tun, was sie einer „Gesetzmässigkeit der menschlichen Denkentwickelung“ zuschreiben.

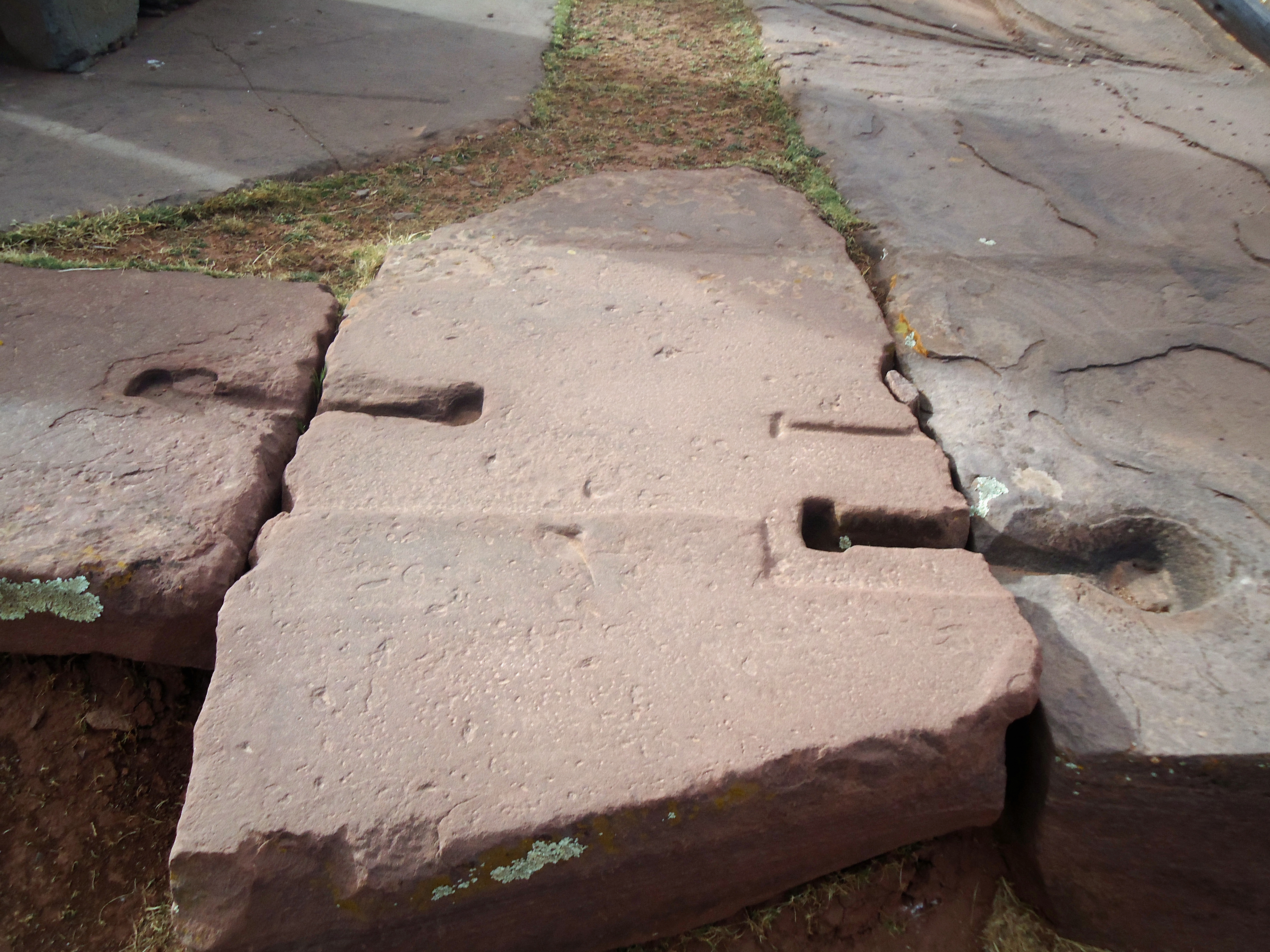
Krampenfassungen in den Fundamentplatten von Pumapunku
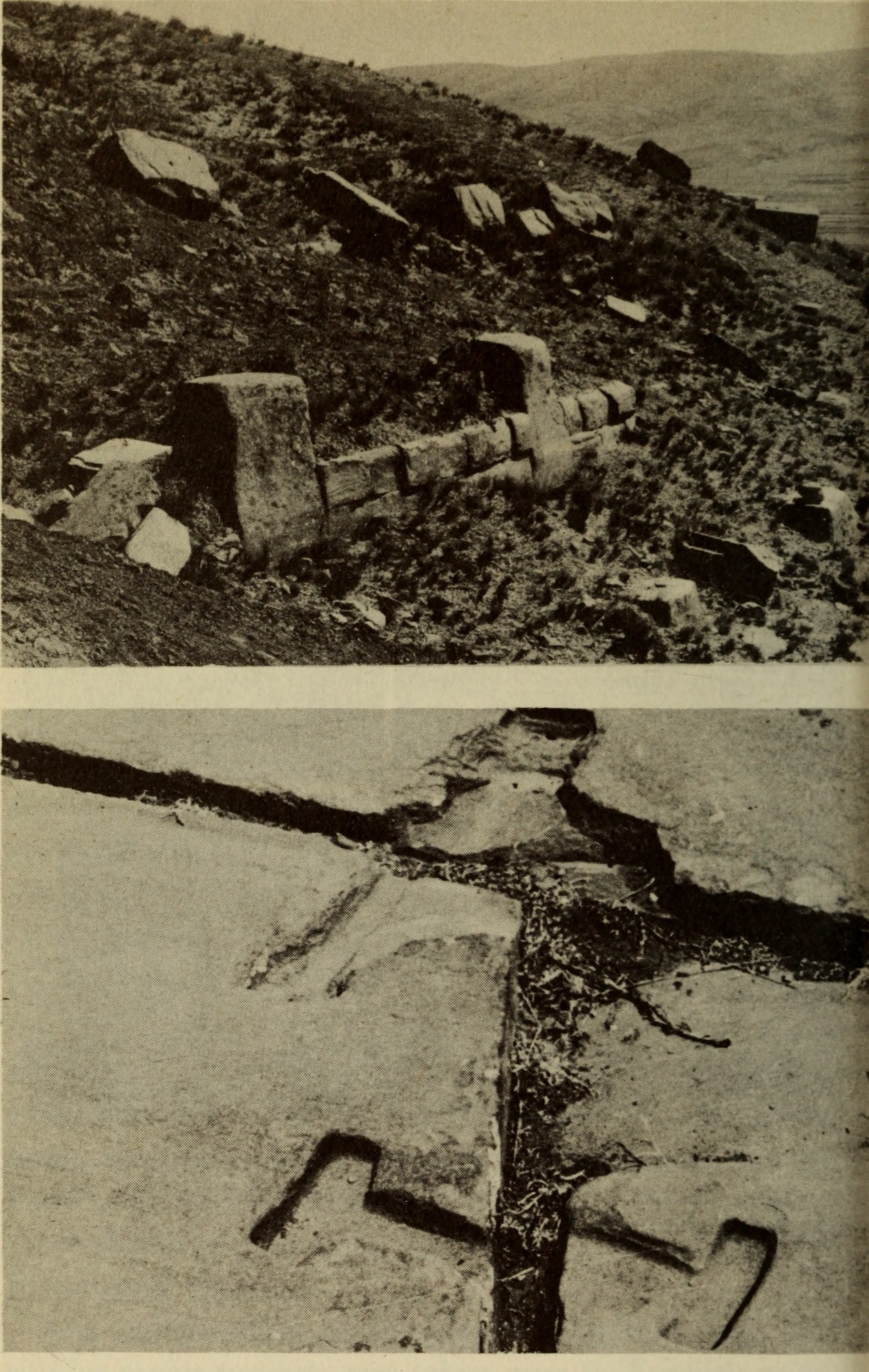
Krampenfassungen in den Fundamentplatten von Pumapunku
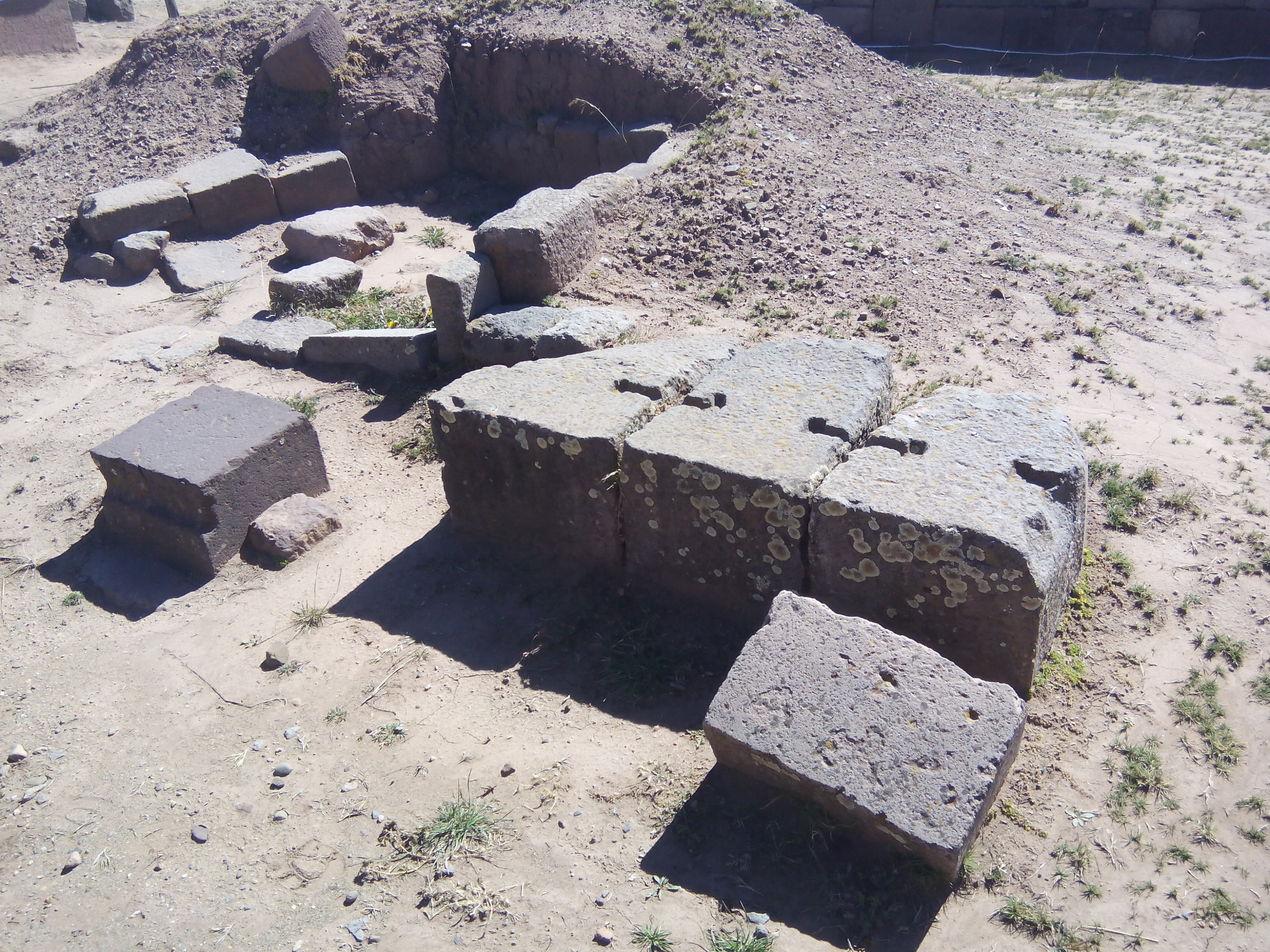
Miniaturkrampen
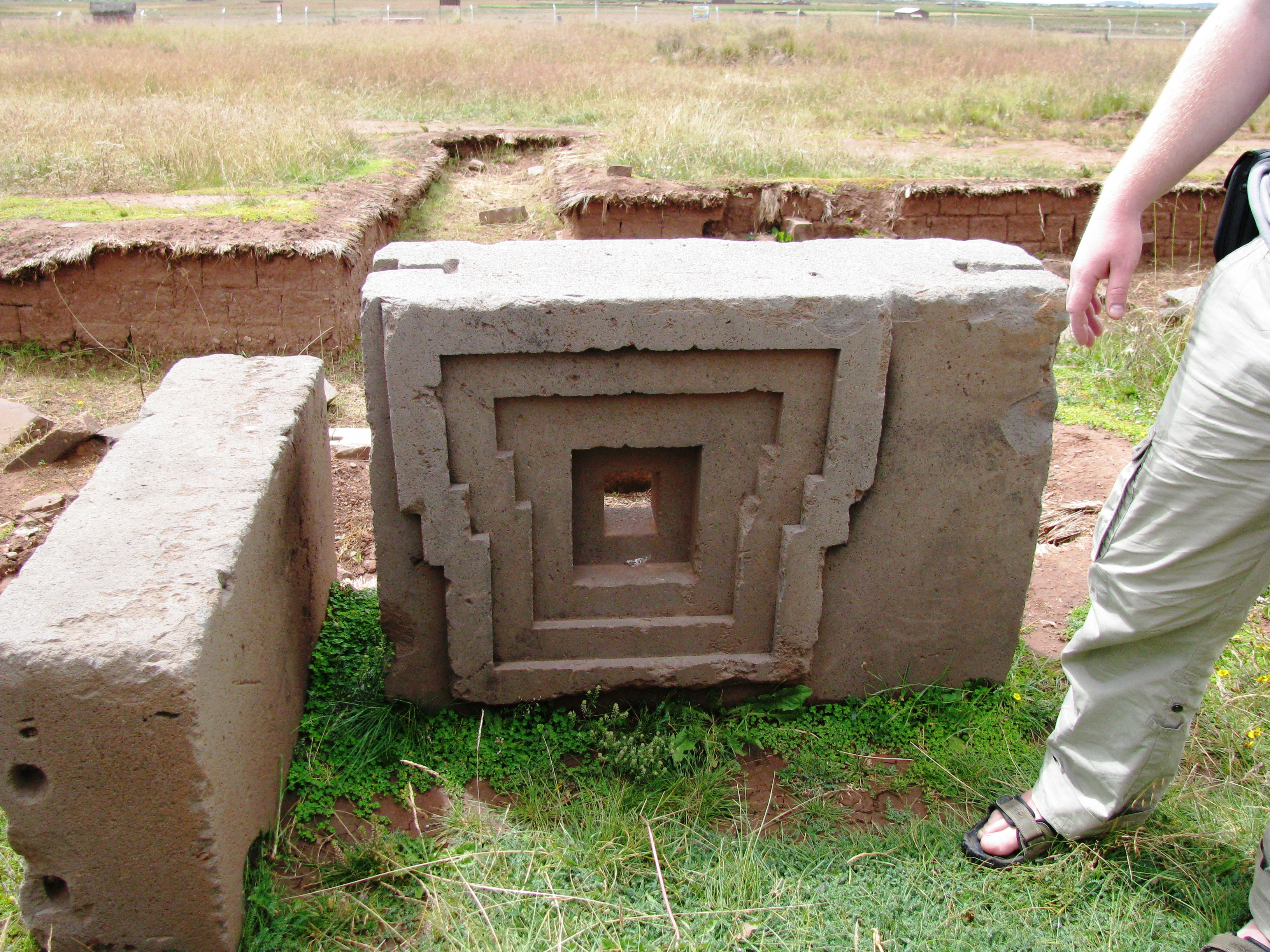
Ornamentsteine mit Krampenfassungen, was darauf hindeutet, dass dieser Block mit weiteren verbunden wurde
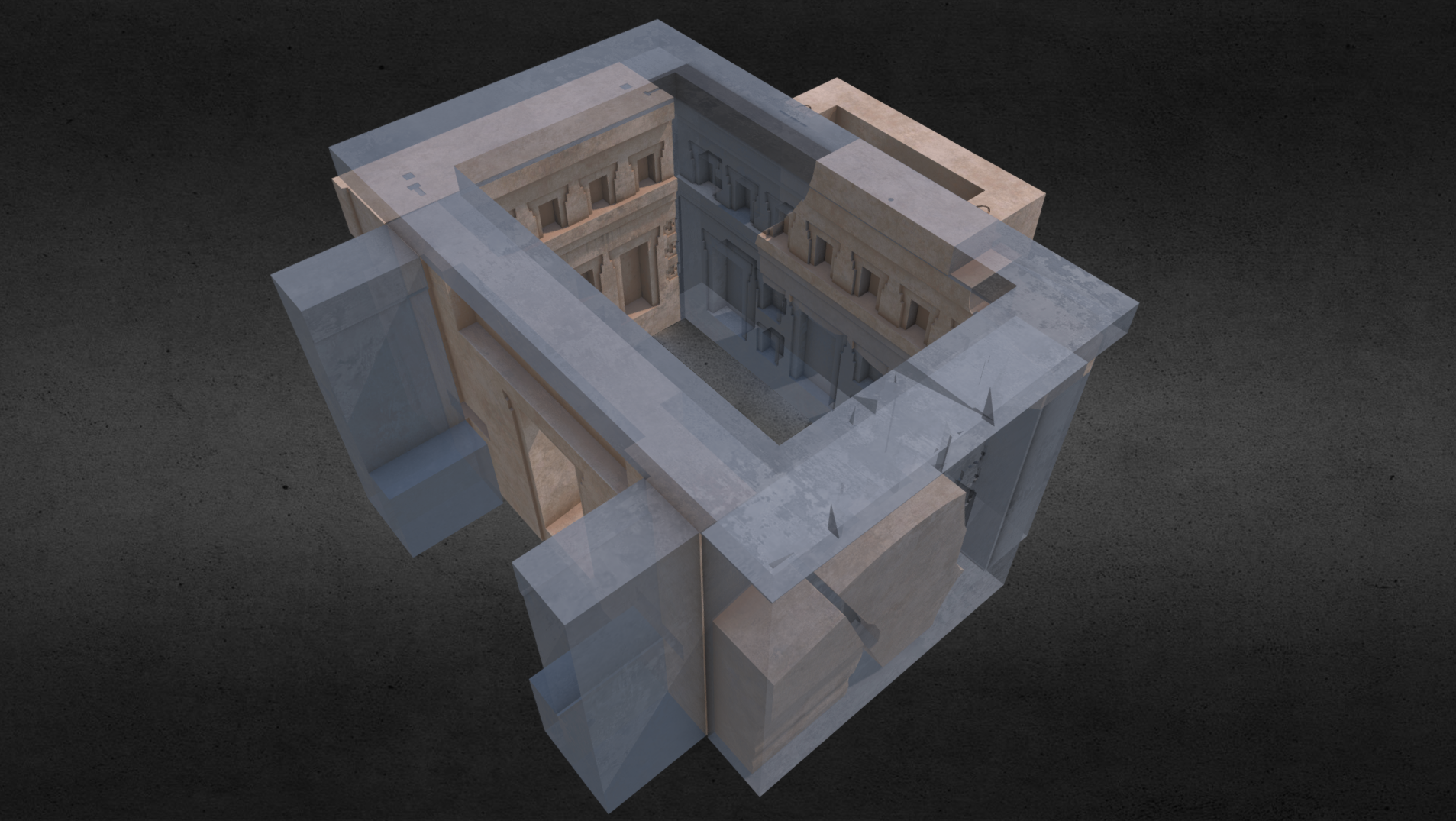
Virtuelle Rekonstruktion eines Gebäudes, welches vollständig mit Krampen zusammenhalten wurde
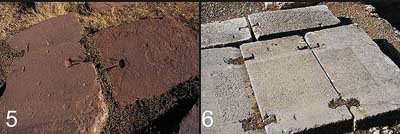
Vergleich der Tiwanaku-Krampentechnik (links) mit der in Delphi (rechts)

## Miniaturrepliken von Monumentalarchitektur

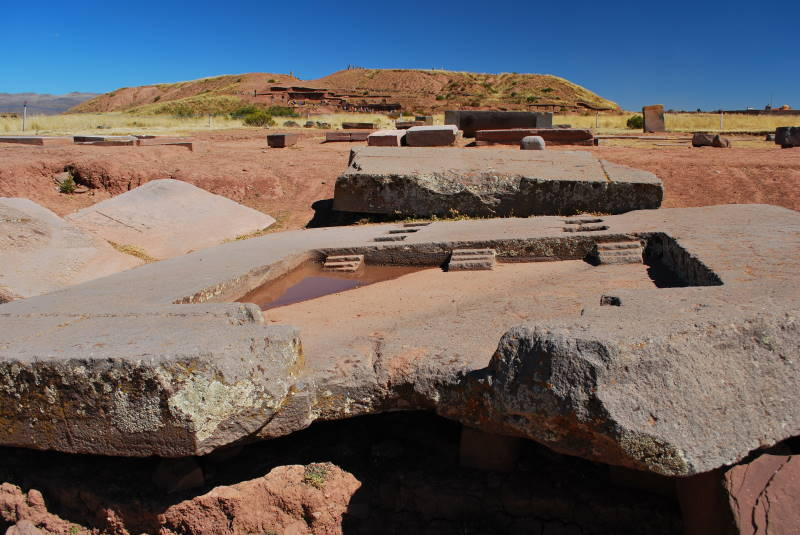
In der Mitte des Bildes: Sogenannter „Modellstein“, der möglicherweise ein Miniatur-Architekturmodell einer Tempelanlage bei Tiwanaku darstellt.

Ein weiteres bemerkenswertes Detail der Tiwanaku-Architektur sind „Modellsteine“, die akkurate Repliken von einst stehender Monumentalarchitektur zu sein scheinen. Beispielsweise existieren Miniaturtore, von denen Architekturhistoriker annehmen, dass sie perfekte Miniatur-Repliken der Monumentaltore von Pumapunku sind. Beim Prozess der Reduzierung wurde eine bestimmte Transformationsformel angewandt. Der sogenannte „Modellstein“ bei Kantatayita ist möglicherweise ein Miniatur-Architekturmodell von einer der Hauptstrukturen. Zudem ist der viel bewunderte Monolith namens „Schreibtisch der Inka“ (spanisch: Escritorio del Inka) ein genaues Modell von Pumapunkus Monumentalarchitektur in reduzierter Form und wird daher auch „architektonischer Rosetta-Stein“ genannt. Rekonstruktionen der in Ruinen liegenden Tempelanlagen und der Torfragmente, die einst puzzleartig zusammengesetzt wurden, orientieren sich auch an diesen Modellsteinen. Die Tatsache, dass viele dieser Monolithen in mehreren Exemplaren ausgeführt wurden, spricht nach Architekturhistorikern für eine Massenproduktion. Zudem existieren Miniaturrepliken von „kegelförmigen Aussparungen“ unbekannter Funktion, die in die Tore von Tiwanaku eingearbeitet sind.

## Tore von Tiwanaku
Tore waren ein wesentlicher Bestandteil der Tiwanaku-Architektur; es herrschte ein „Tor-Kult“. Die monolithischen Tore von Pumapunku waren ursprünglich nicht freistehend, sondern wurden mittels Metallkrampen und der weltweit einzigartigen Methode der „versteckten Krampen“ mit anderen Gebäudesegmenten verbunden. Zudem existierten zahlreiche Miniaturtore, die erst zusammengepuzzelt werden mussten, um als Tore erkennbar zu sein. Andere Miniaturtore dagegen waren monolithisch und scheinen perfekte Miniaturrepliken von einst stehender Monumentalarchitektur zu sein. Zum Teil wurden Monumental- und Miniaturtore innerhalb der Monumentalstruktren hintereinander aufgereiht, um den Eindruck zu erwecken als würde man in die Unendlichkeit blicken. Einige Tore weisen Kuriositäten auf, z. B. ist beim Mondtor die Türöffnung unten schmaler als oben. Nach Alfons Stübel und Max Uhle seien die Tore von Tiwanaku bei näherer Betrachtung alles andere als primitiv. Stübel und Uhle konstatieren: „Nach der Art ihrer Ausarbeitungen verdienen sie gleichfalls als Thore hoch entwickelter Form angesehen zu werden.“ Das Sonnentor würde auf einen „hoch entwickelten Häuserbau“ schließen. Ephraim George Squier, der die Tiwanaku-Architektur für die feinste Architektur der Welt hielt (siehe #Qualität der Steinbearbeitung) schrieb über das Sonnentor: „Man wird mit einer Präzision konfrontiert, die keine Fähigkeit übertreffen kann; seine Linien verlaufen perfekt und seine rechten Winkel sind mit einer Genauigkeit gedreht, die der sorgfältigste Geometer nicht überbieten könnte.“ Er glaube nicht, „dass es auf diesem oder dem anderen Kontinent ein besseres Stück Steinmetzarbeit“ gebe. Nach den Architekturhistorikern Jean-Pierre Protzen und Stella Nair seien die Motive, die Feinheiten ihrer Schnitzereien und Oberflächen, die puzzleähnlichen Anordnungen von Motiven, die Standardisierung von Bausteinen und die Konfigurationen der Nischen und Tore wahrhaftig einzigartig. Anders als in anderen Teilen der Welt wurde zunächst das Anfertigen der Motive auf verschiedenen Steinen abgeschlossen, bevor sie zu einer Gesamtkonfiguration zusammengesetzt wurden. Dies sei nach Protzen und Nair „einzigartig in den Annalen der Baugeschichte“. Auch Alexei Vranich bezeichnet diese Konstruktionstechnik als „einzigartig“ und fügt hinzu, dass, selbst wenn die Struktur nie wirklich zusammengebaut wurde, eine virtuelle Anastylose, basierend auf der Wiederverbindung des Frieses und anderer verzierter Elemente, tatsächlich möglich gewesen sei. Nach Vranich vollendeten die Tiwanaku-Maurer jeden Quader, einschließlich des geschnitzten Frieses, bevor sie die Struktur zusammenbauten. Dies sei „anders als in anderen Teilen der Welt“.
Neben den monolithischen Toren und den Miniaturtoren existieren auch Trilithe, beispielsweise auf dem Gipfel von Akapana. Nach Stübel und Uhle „waren die trilithischen Thore von Tiahuanaco weit von den primitiven entfernt.“ Nach Protzen und Nair würden die Details, die am Trilith von Akapana sichtbar seien, von einer bemerkenswerten Raffinesse in der Stereotomie oder der Kunst des Steinschneidens zeugen. Die Konstruktion des Tores setze Wissen in der beschreibenden Geometrie voraus.

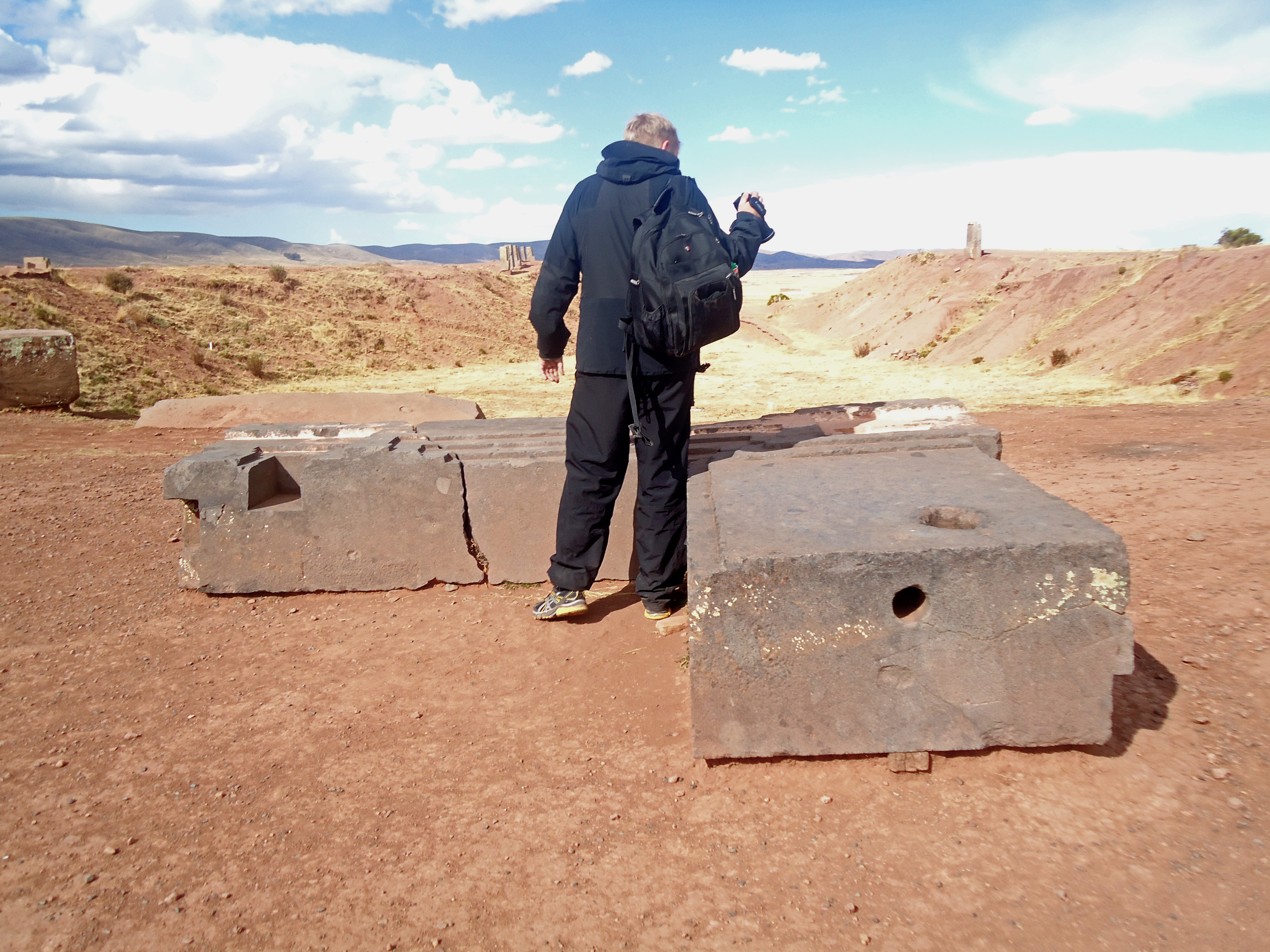
Kegelförmige Aussparung beim Fragment des Akapana-Tors

Das Akapana-Tor und die Pumapunku-Tore I–III haben „kegelförmige Aussparungen“ gemeinsam, die Protzen und Nair als „höchst merkwürdiges Detail“ und „einigermaßen rätselhaftes Charakteristikum“ beschreiben. Diese kegelförmigen Aussparungen haben einen Durchmesser von 8 bis 14 cm und sind etwa 20 cm tief. Die Kegel wurden auf beiden Seiten in die Böden der Torpfosten eingearbeitet, wobei ein zusätzlicher Kegel vertikal in der oberen inneren Ecke der Nische desjenigen Typs ausgerichtet wurde, die das Tor flankiert. Bei all diesen Kegeln wurde nahe der Spitze der Kegel ein winziges Loch von der Vorderseite des Tors in den Kegel gebohrt. In den meisten Fällen wurden die Kegel aufgebrochen, so als ob irgendeine Kraft auf sie eingewirkt hätte (as if some force had been applied to them). Nach den Autoren handle es sich möglicherweise um Vorrichtungen, um jeweils das Tor mit dem Boden und den Sturz mit der Monumentalstruktur zu verankern. Man könne sich zudem vorstellen, dass irgendein Objekt in die kegelförmigen Aussparungen gelegt wurde, welches dann mit einer Art „Nadel“ festgehalten wurde, welche durch das Bohrloch gesteckt wurde. Die genaue Funktion dieser Vorrichtungen ist jedoch unbekannt.

## Anlage
Die wichtigsten Areale des Kerns des alten Tiwanaku sind die folgenden sieben Stein- und Erdstrukturen:
- Der halbunterirdische Tempel von Tiwanaku: eine nahezu quadratische Anlage (26 × 28 m) im Osten der Anlage, ist von etwa 2 m hohen und mit steinernen Köpfen bestückten Umfassungsmauern umgeben. Es ist eines der ältesten Bauwerke von Tiwanaku.[97] In seinem Inneren wurden unter anderem mehrere Stelen gefunden
- Die Kalasasaya-Plattform: Eine große Steineinzäunung, in die unter anderem ein – heute rekonstruiertes – Doppeltor hinaufführt. In der Mitte steht die monolithische Andesitfigur des Ponce-Monolithen. Die beiden Teile der Plattform sind von zwei rechteckigen, maximal etwa 3 m hohen Mauern umgeben, deren äußere aus aufgestellten Megalithen mit dazwischen befindlichen, restaurierten Füllungen besteht. Der heutige Anblick von Kalasasaya ist eine pseudowissenschaftliche Rekonstruktion, die einen völlig falschen Eindruck der Tiwanaku-Architektur vermittelt; insbesondere weisen die rekonstruierten Außenmauern nicht die Perfektion der ursprünglichen Mauern auf und das Haupttor wurde ohne hinreichende Belege rekonstruiert
- Putuni: eine Steineinzäunung in deren Mitte sich ebenso eine monolithische Stele befand (der Putuni-Monolith). Einst führte ein Monumentaltor und eine polychrome Treppe in die Struktur. Sowohl die Reste des Tores als auch die Treppe wurden kurz nach der Entdeckung vollkommen zerstört
- Kantatayita: ein zur Seite von Akapana in Ruinen liegender Tempelkomplex, in dem sich mehrere bedeutende Steinskulpturen (unter anderem ein Sturz) befinden
- Akapana: ein vollständig künstlich angelegter terrassierter Plattformhügel, der sich außerhalb der Plattform-Nordseite erhebt und (je nach Quelle) 16–18 m hoch ist. Die Mauern bestanden einst aus Megalithen und Füllsteinen. Auf dem Gipfel der Akapana befindet sich heute ein gigantisches Loch, welches durch Plünderer und Schatzsucher entstanden ist; an dieser Stelle befand sich einst vermutlich ein abgesenkter Hof
- Kherikala (auch Kerikala) und Chunchukala: architektonische Komplexe, die einst Monumentalarchitektur besessen haben; der Chunchukala-Komplex wurde kurz nach der Freilegung im Rahmen der Französischen Mission 1903 durch Plünderer komplett zerstört

Umgebung
- Pumapunku: ist ein ebenso vollständig künstlich angelegter, terrassierter Plattformhügel, der ein labyrinthisches System von Monumentalkanälen beherbergt. Bekannt ist Pumapunku vor allem für die feinen standardisierten Andesit-Blöcke, die um Sandsteinplatten von enormer Größe verstreut liegen

Weitere, weniger bekannte, Areale außerhalb des Kerns sind:
- La K’arana (auch La K’araña): möglicherweise eine Wohnanlage
- Kk’araña: weiteres Areal von Tiwanaku
- Mollo Kontu: ein kleiner terrassierter Plattformhügel
- Ost-Akapana: weiteres Areal von Tiwanaku
- Ch’iji Jawira: hier wurde in Fülle Keramik ausgegraben
- Lakakollu: ein weiterer künstlich angelegter Hügel

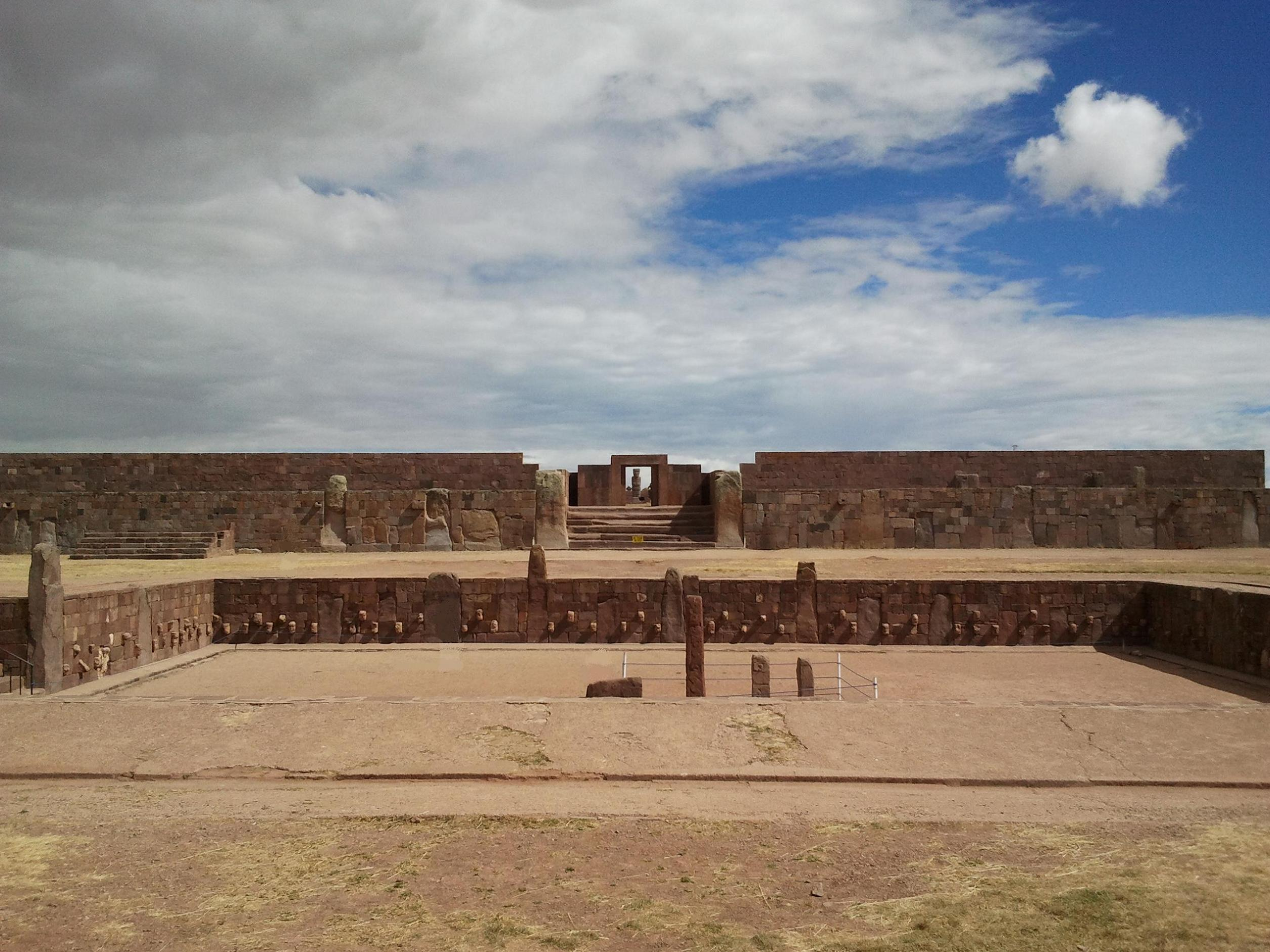
Blick über den versunkenen Hof des halbunterirdischen Tempels von Tiwanaku zur Figur des Ponce-Monolithen
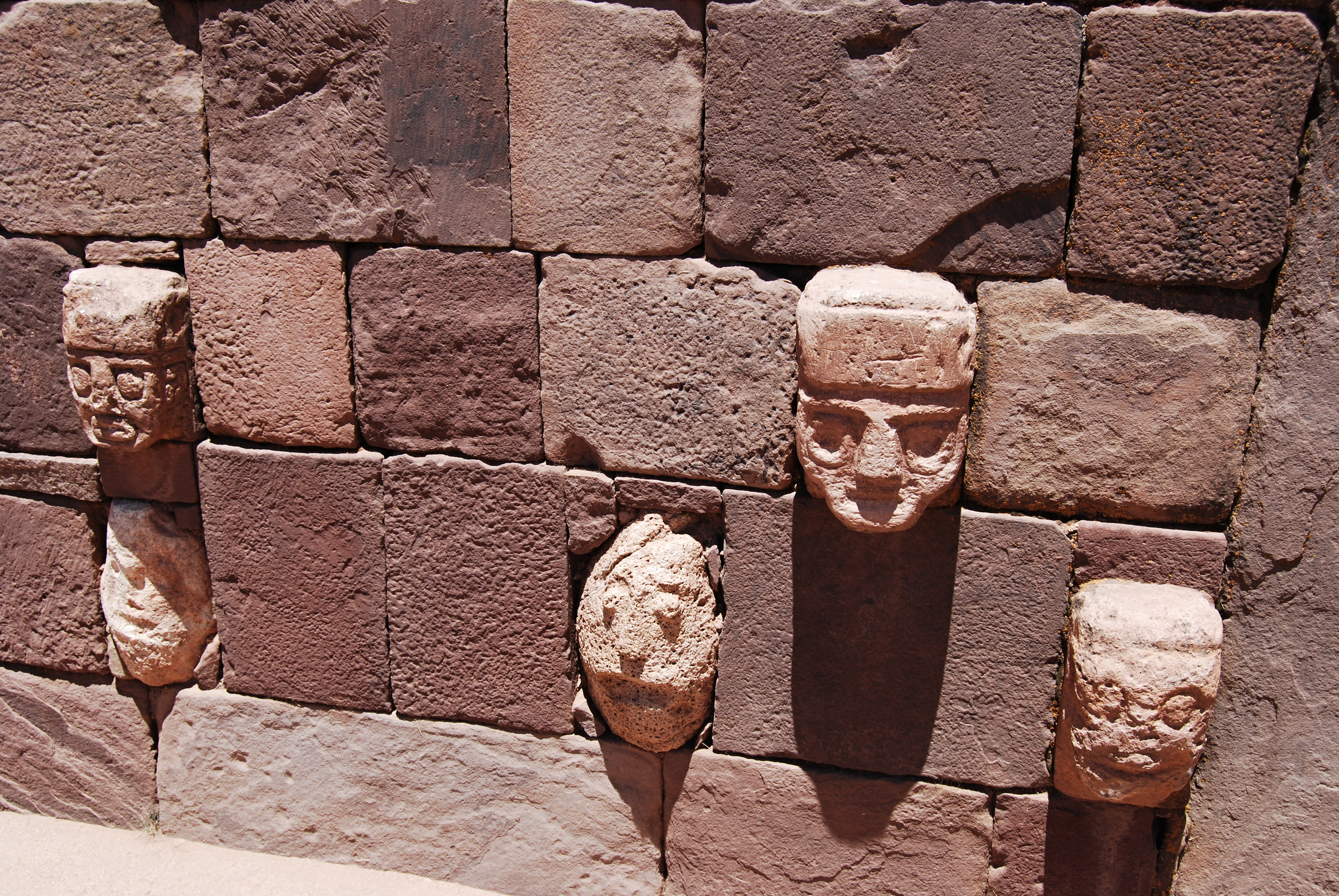
Halbunterirdischer Tempel mit eingelassenen Köpfen aus Vulkantuffstein
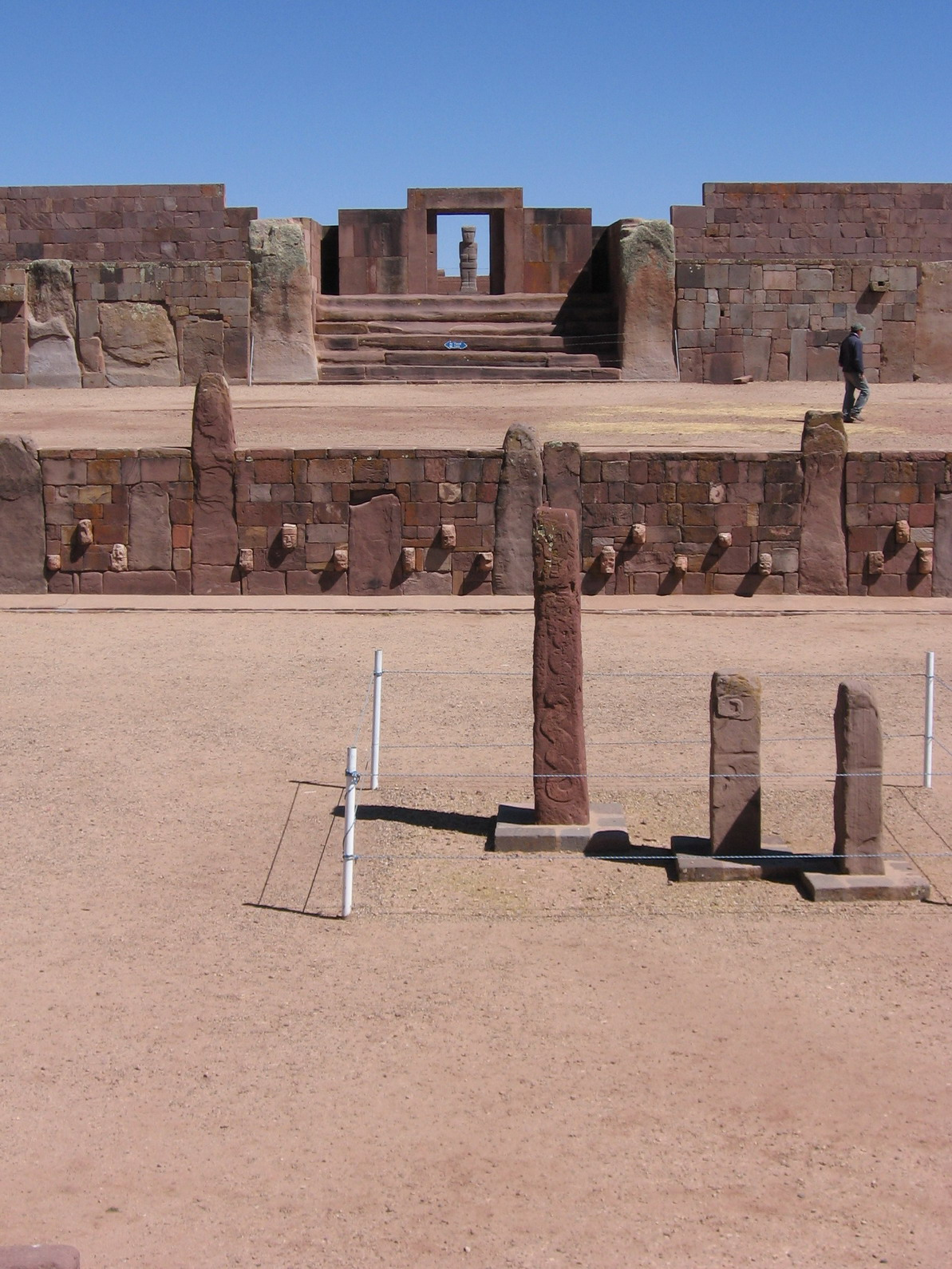
Halbunterirdischer Tempel in dem heute drei Stelen stehen
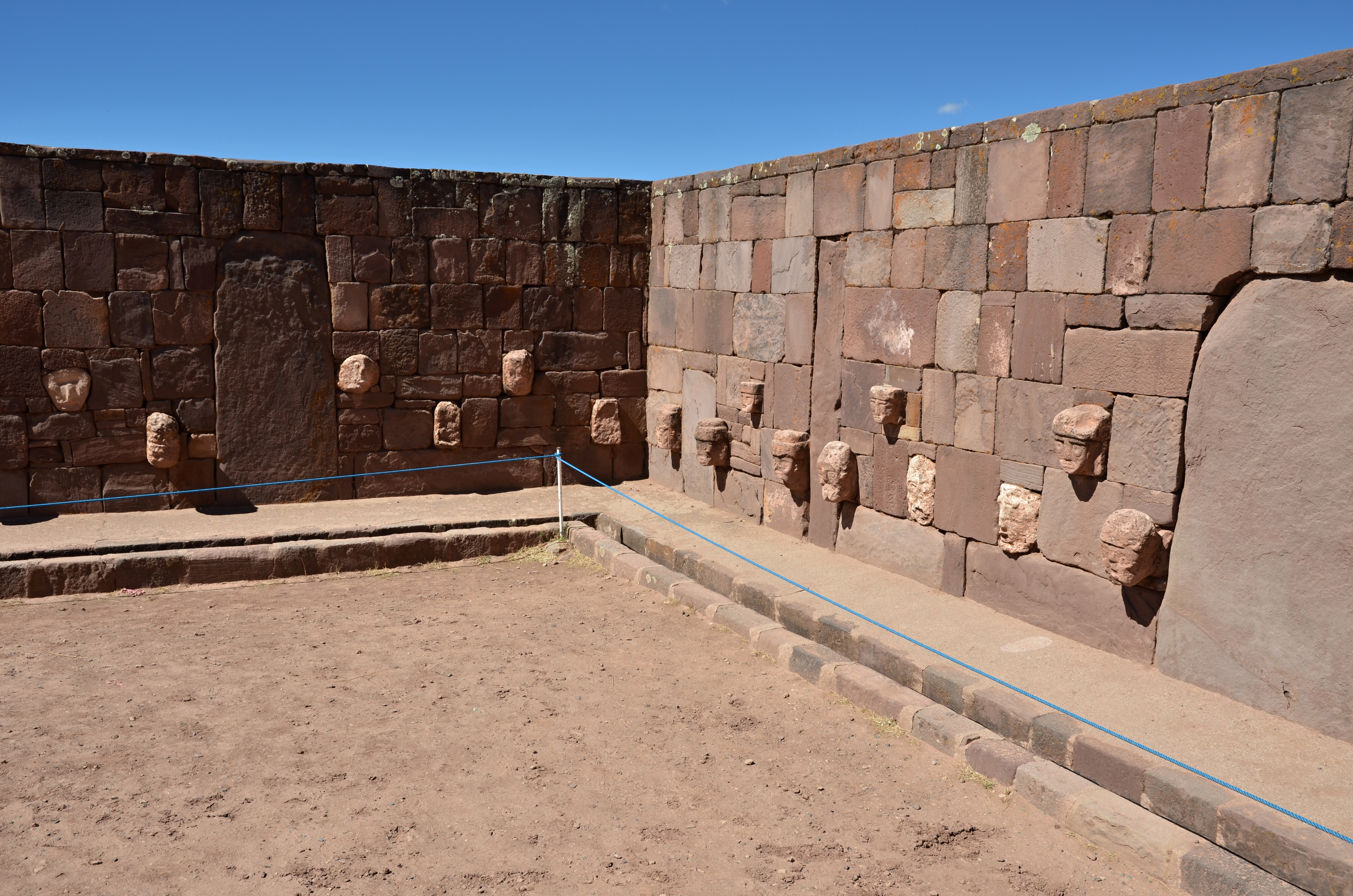
Halbunterirdischer Tempel, Teil einer Mauer
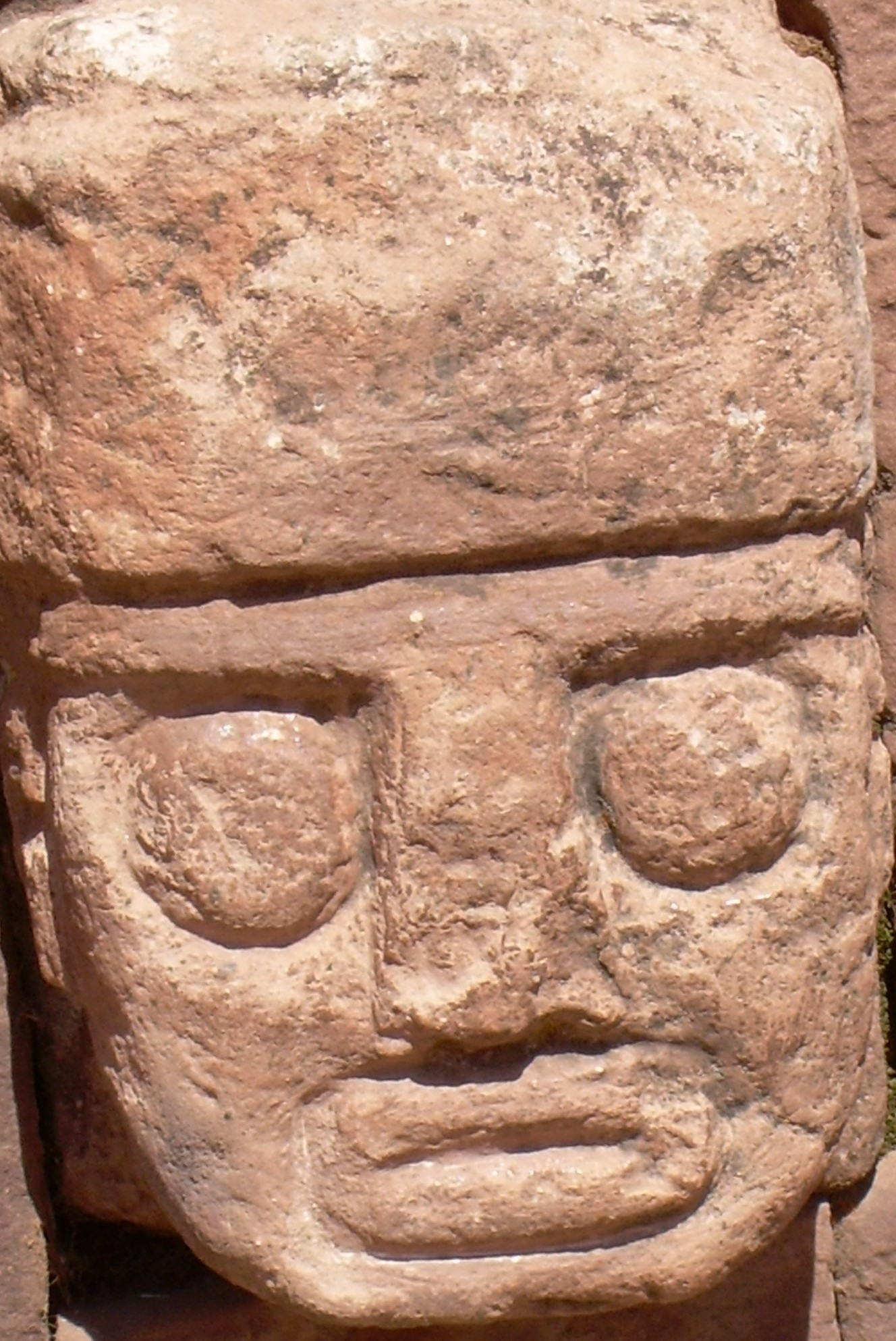
Kopfrelief
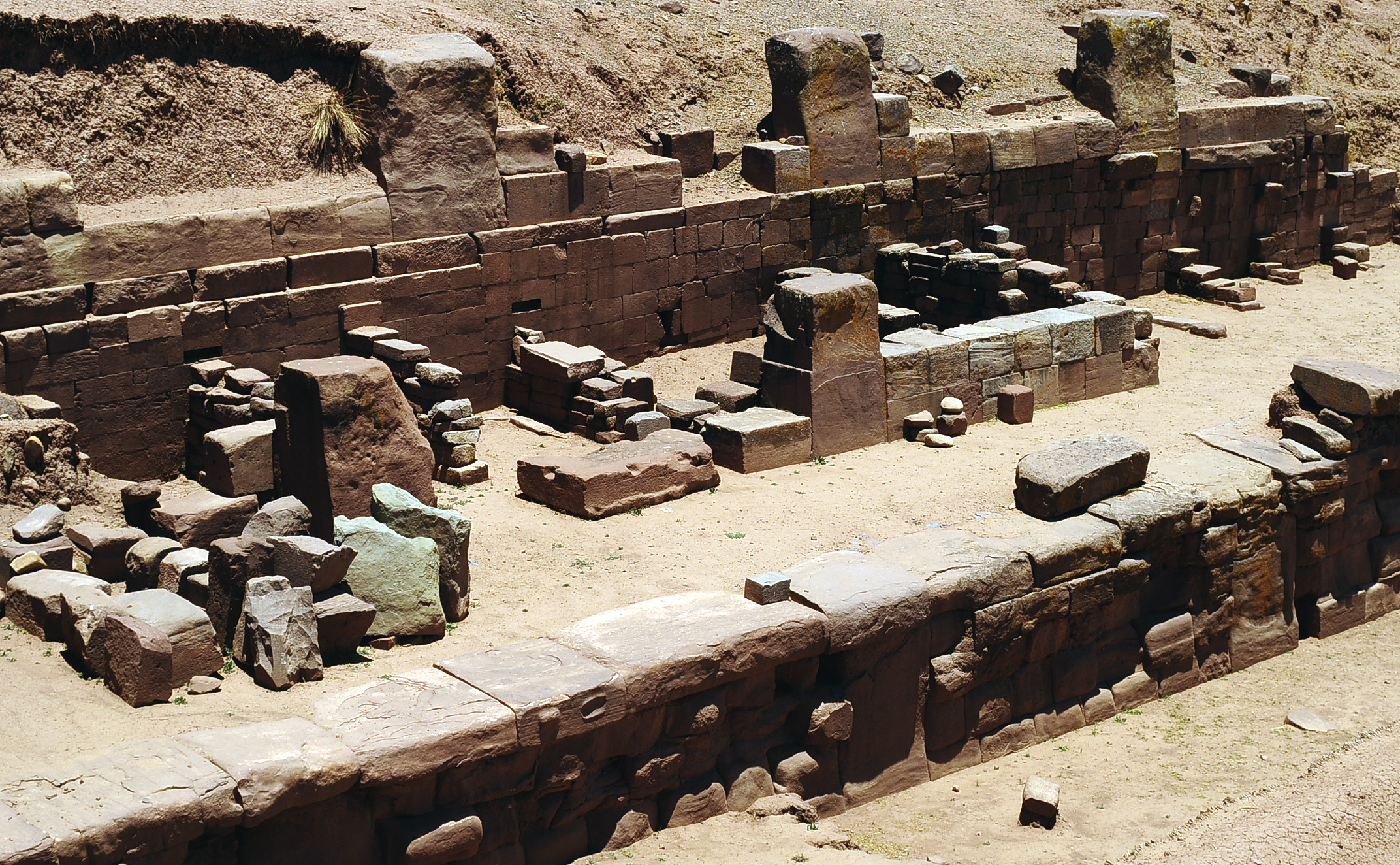
Stützmauer von Akapana

Von allen oben genannten Bezeichnungen für Tiwanakus Areale haben nur Akapana und Pumapunku historische Bedeutung; von beiden berichtete der spanische Jesuiten-Missionar Bernabé Cobo und damit reichen sie bis mindestens 1610 zurück.

## Steinskulpturen
Die Steinskulpturen bestehen nahezu alle aus Sandstein oder Andesit. Fragmente von anticephalen Architraven im Ethnologischen Museum Berlin belegen, dass zumindest einige Steinskulpturen einst farbig bemalt waren.

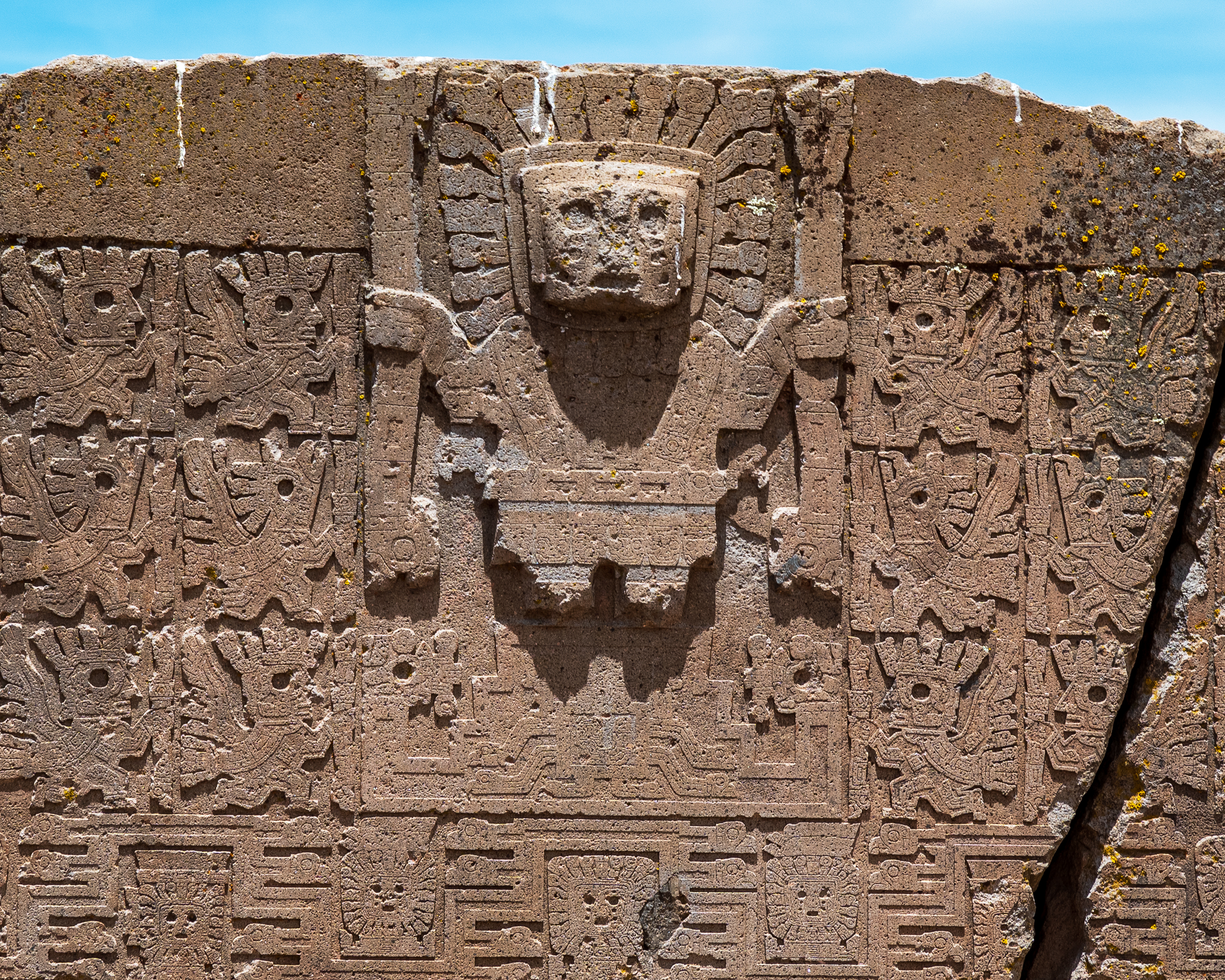
Fries des sogenannten Sonnentors

- Die bekannteste Sehenswürdigkeit ist das Sonnentor von Tiwanaku. Es ist 2,85 m hoch und 3,82 m breit und wurde in handwerklich perfekter Steinbearbeitung aus einem einzigen Andesitblock hergestellt. Es wurde im Jahr 1908 wieder aufgerichtet; zuvor fanden Forscher es in zwei Teile zerbrochen, liegend und bis zu einem Viertel seiner Höhe im Boden versunken. Sein Gewicht wird auf neun Tonnen geschätzt. An ihm findet sich ein Fries mit einer frontal abgebildeten menschlichen Figur, die in ihrer rechten Hand einen Gegenstand hält, der als Speerschleuder[A 1] identifiziert wurde. Nach Ansicht von einigen Autoren soll es sich bei der Figur um den Schöpfergott Wiraqucha oder den Wettergott der Aymara Thunupa handeln. Es liegen allerdings wenige Belege vor, die darauf hinweisen, dass es sich um eine Gottheit handelt. Diese Annahme wird daher auch als Faktoid bezeichnet.[101] Die Bezeichnung „Stabgottheit“ ist auf die oberflächliche visuelle Ähnlichkeit der länglich vertikalen Objekte mit Stäben zurückzuführen, die die frontal abgebildete Figur am Sonnentor in den Händen hält. Zudem zeigen sowohl der Bennett- als auch der Ponce-Monolith begleitende Figuren, die von der zentralen nach vorne gerichteten Figur abgewandt sind. Sollten die zentralen frontal abgebildeten Figuren tatsächlich Gottheiten sein, wäre es nach Mathieu Viau-Courville höchst ungewöhnlich, dass sich die begleitenden Figuren von ihnen abwenden.[102] Der Kopf der frontal abgebildeten Figur wird von ausströmenden „Richtungsindikatoren“ (manchmal als „strahlenförmig“ beschrieben) umrahmt. Ein ähnliches Motiv einer frontal-abgebildeten Figur befindet sich auch auf der Raimondi-Stele aus Chavín de Huántar. Unter der frontal abgebildeten Figur befindet sich ein Stufenmotiv, welches oft als Ansicht von oben auf einen terrassierten Hügel wie beispielsweise Akapana interpretiert wird. In Flachrelief sind drei unterschiedliche Reihen von 48 begleitenden laufenden Figuren abgebildet (ohne die höchstwahrscheinlich nachträglich angefertigten Figuren der peripheren Sektionen des Frieses sind es jedoch nur 30), die der frontal abgebildeten Zentralfigur zugewandt sind (jeweils 24 (im Original 15) zu jeder Seite der Zentralfigur). Die beiden äußeren Reihen zeigen menschliche Figuren, die jeweils nur ein länglich vertikales Objekt tragen (im Gegensatz zur frontal abgebildeten Figur). Die mittlere Reihe zeigt menschliche Figuren mit Vogelköpfen an deren bandartigen Wangenverzierungen Anadenanthera colubrina-Symbole angehängt sind und die ebenfalls ein länglich vertikales Objekt tragen. Im unteren Bereich befindet sich ein „Wellenband“, welches mit 16 (im Original elf) strahlenförmigen körperlosen Köpfen alterniert. Die strahlenförmigen körperlosen Köpfe des „Wellenbands“ sind wie die Stabgottheit frontal dargestellt und stellen wahrscheinlich eine verkürzte Version dieser dar. Jeder dieser körperlosen Köpfe befindet sich auf einer „dreistufigen Pyramide“ mit sich jeweils abwechselnden Basissymbolen. Die strahlenförmigen körperlosen Köpfe, die sich über einer „dreistufigen Pyramide“ befinden, finden sich ebenso in der Ikonografie der Bennett-Stele. Den Startpunkt des „Wellenbands“ markiert links und rechts jeweils eine kleine, auf einem strahlenförmigen körperlosen Kopf stehende, seitlich abgebildete menschliche Figur, die in der einen Hand ein Objekt hält, welches entweder als Trompete oder als Opfermesser interpretiert wird und in der anderen einen Kopf eines Enthaupteten. Das Sonnentor zeigt somit die drei Hauptbilder der SAIS-Ikonografie (Southern Andean Iconographic Series): strahlenförmiger körperloser Kopf, Stabgott, begleitende Figuren

Am Sonnentor wird jährlich die Wintersonnenwende (Willakakuti oder Willkatuti) gefeiert, das Neujahrsfest der Aymara.
- Das im Vergleich zum Sonnentor deutlich schlankere, aber ebenfalls monolithische „Mondtor“ steht etwa 200 m nordwestlich der Kalasasaya-Plattform. Im Vergleich zur Ikonografie des Sonnentors sind die Figuren und Ornamente des Mondtors mit weitaus weniger Präzision ausgeführt.
- Im halbunterirdischen Tempel von Tiwanaku wurde im Jahr 1932 der etwa 7,3 m hohe und 20 t schwere Bennett-Monolith ausgegraben, der heute im örtlichen Museum steht.
- Eine weitere bedeutende Skulptur von Tiwanaku ist der ca. 3,50 m hohe sogenannte Ponce-Monolith. Er ist mitsamt Sockel etwa 3,50 m hoch. Sein Gesicht ist starr nach vorne gerichtet; die weitgeöffneten Augen sowie Mund und abgebrochene Nase sind eher schematisch dargestellt. In der rechten Hand hält er einen Qiru (ein spezifisches Tiwanaku-Trinkgefäß), aus dem „Richtungsindikatoren“ ragen, und in der linken Hand hält er ein Schnupftablett (an welches ebenfalls „Richtungsindikatoren“ angehängt sind). Auf seinem rechten Oberarm wurde von den Spaniern ein Kreuz eingeritzt.
- Eine weitere Figur, der man den Namen Mönch-Monolith bzw. Fraile-Monolith (von spanisch fraile ‚Mönch‘) gegeben hat, steht in der Südwestecke der Plattform.
- Ein Chachapuma aus Basalt, der zwischen seinen Klauen den Kopf eines Enthaupteten hält, wurde an der Basis der westlichen Treppe von Akapana entdeckt.

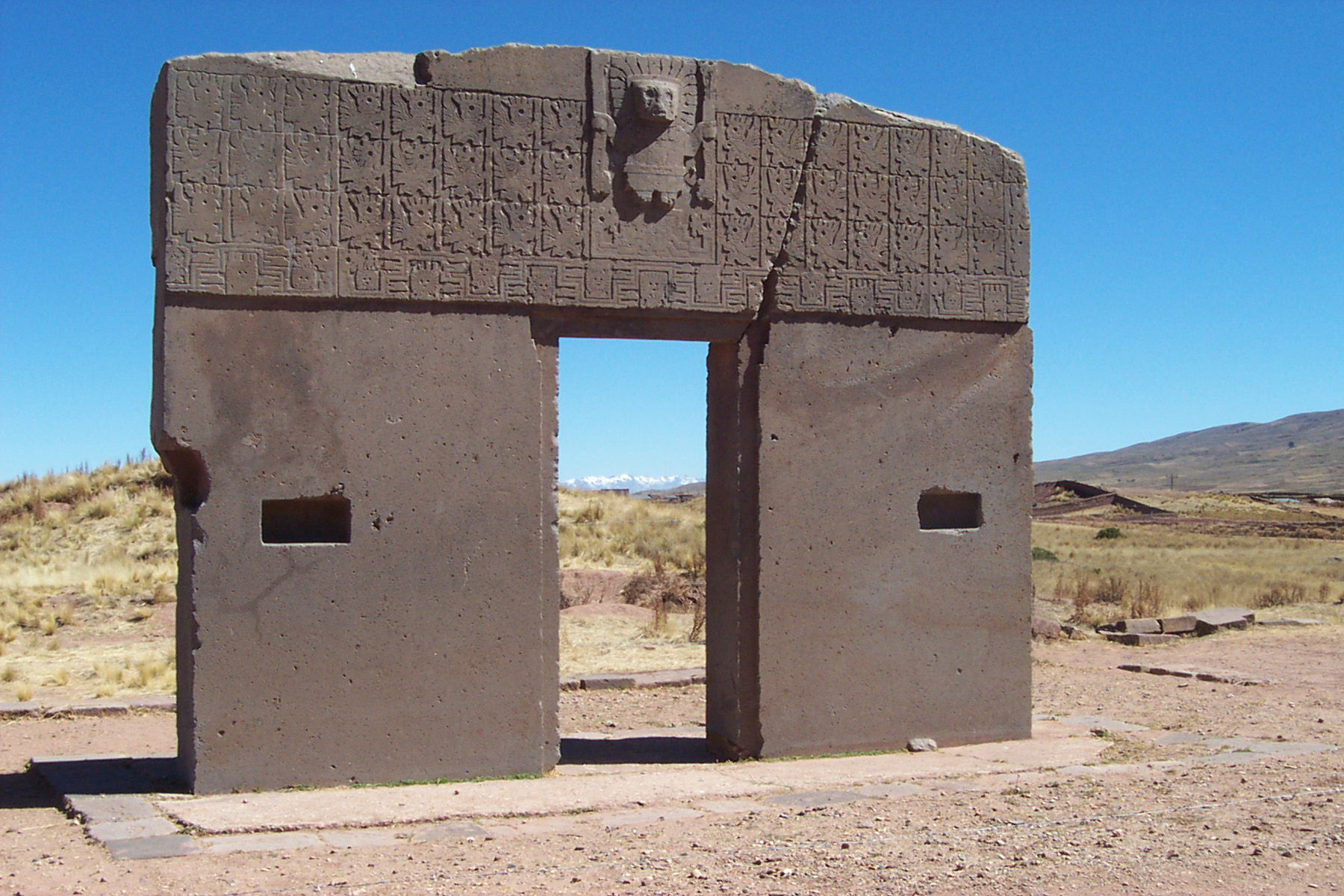
Sonnentor
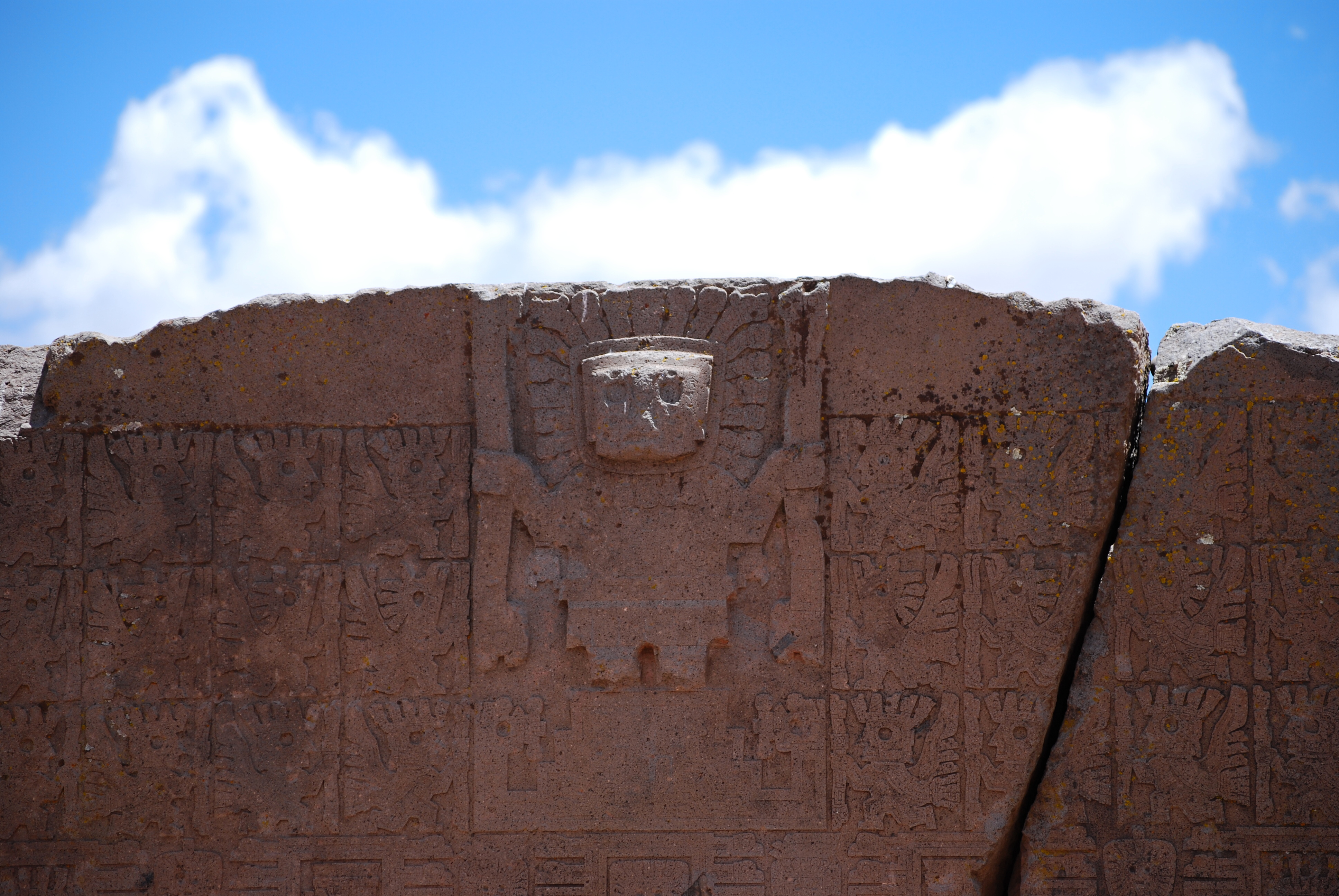
Fries des Sonnentors
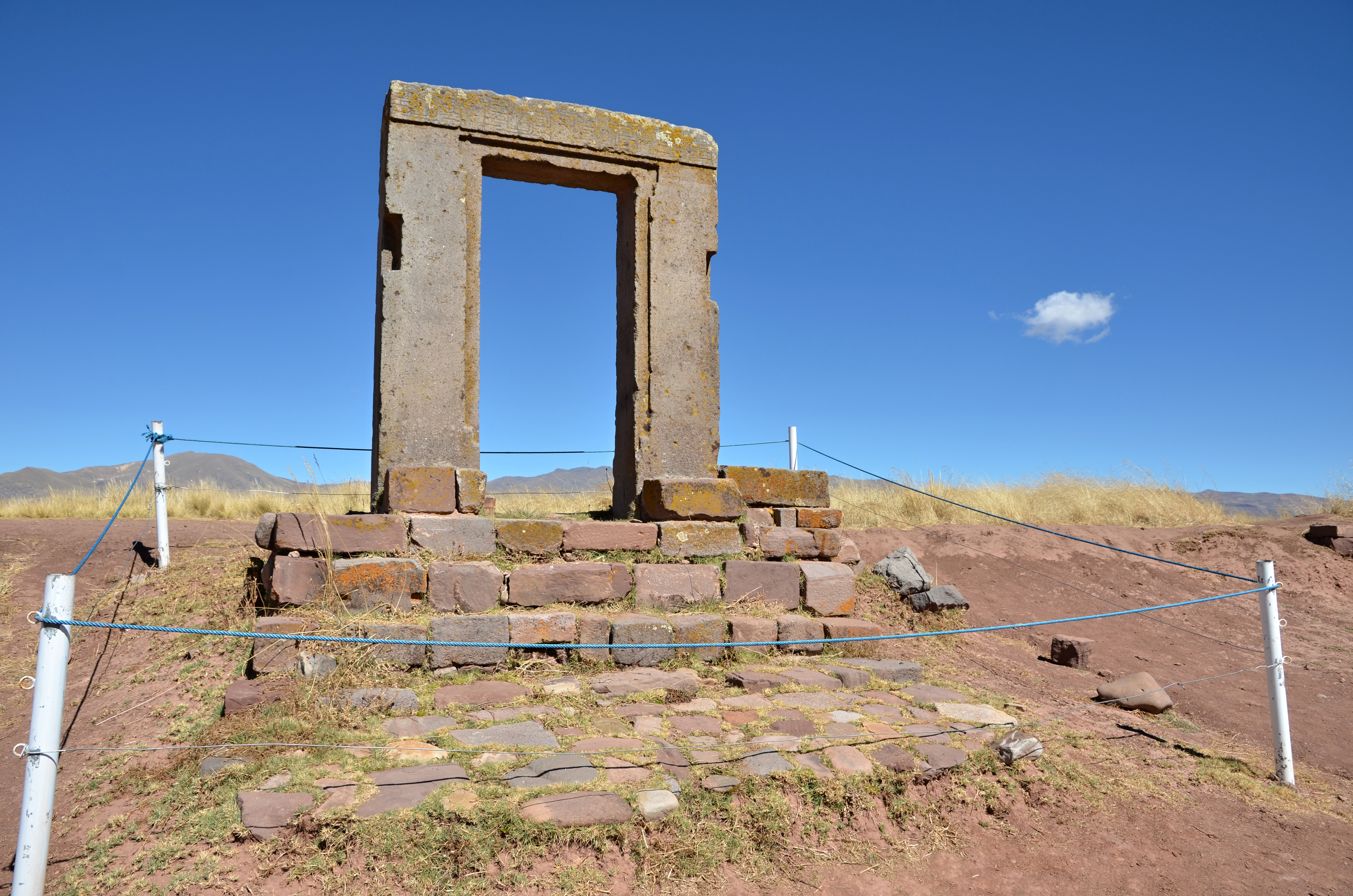
Mondtor
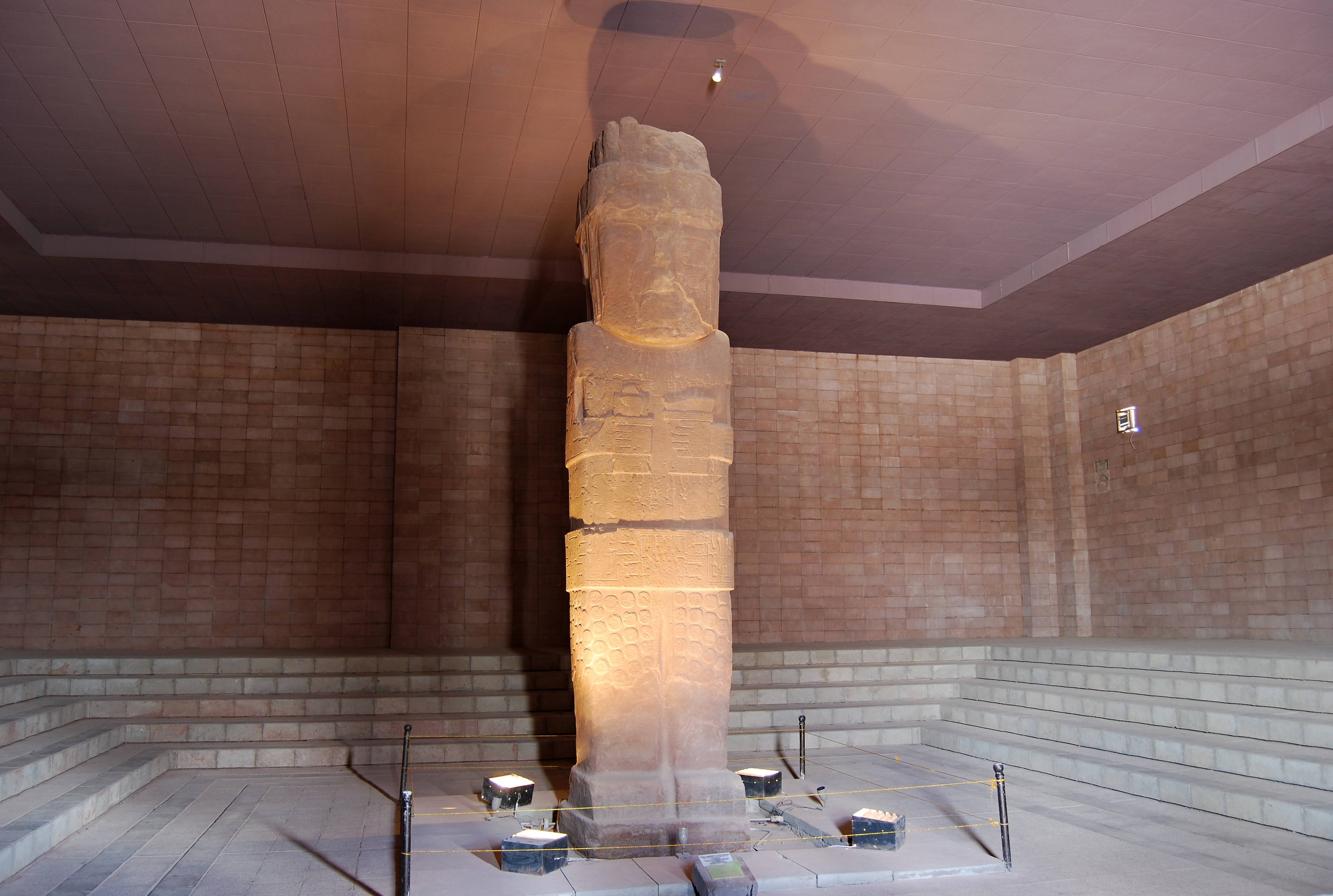
Bennett-Monolith
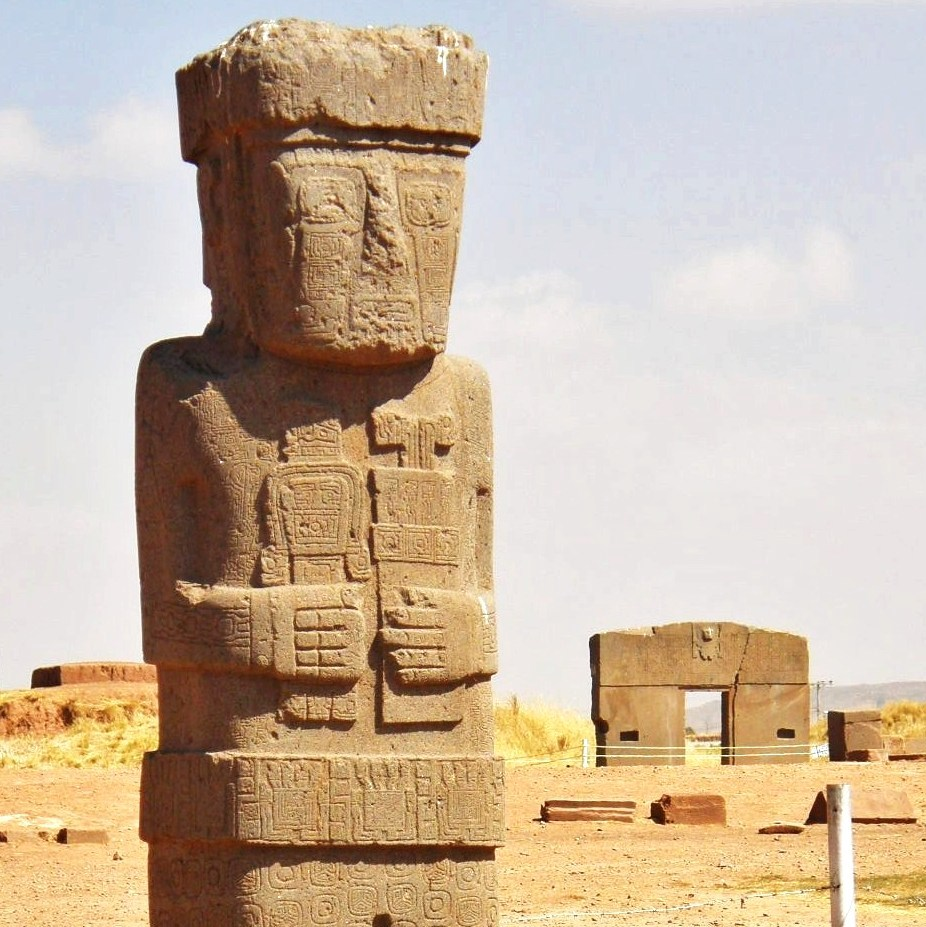
Ponce-Monolith mit dem Sonnentor im Hintergrund
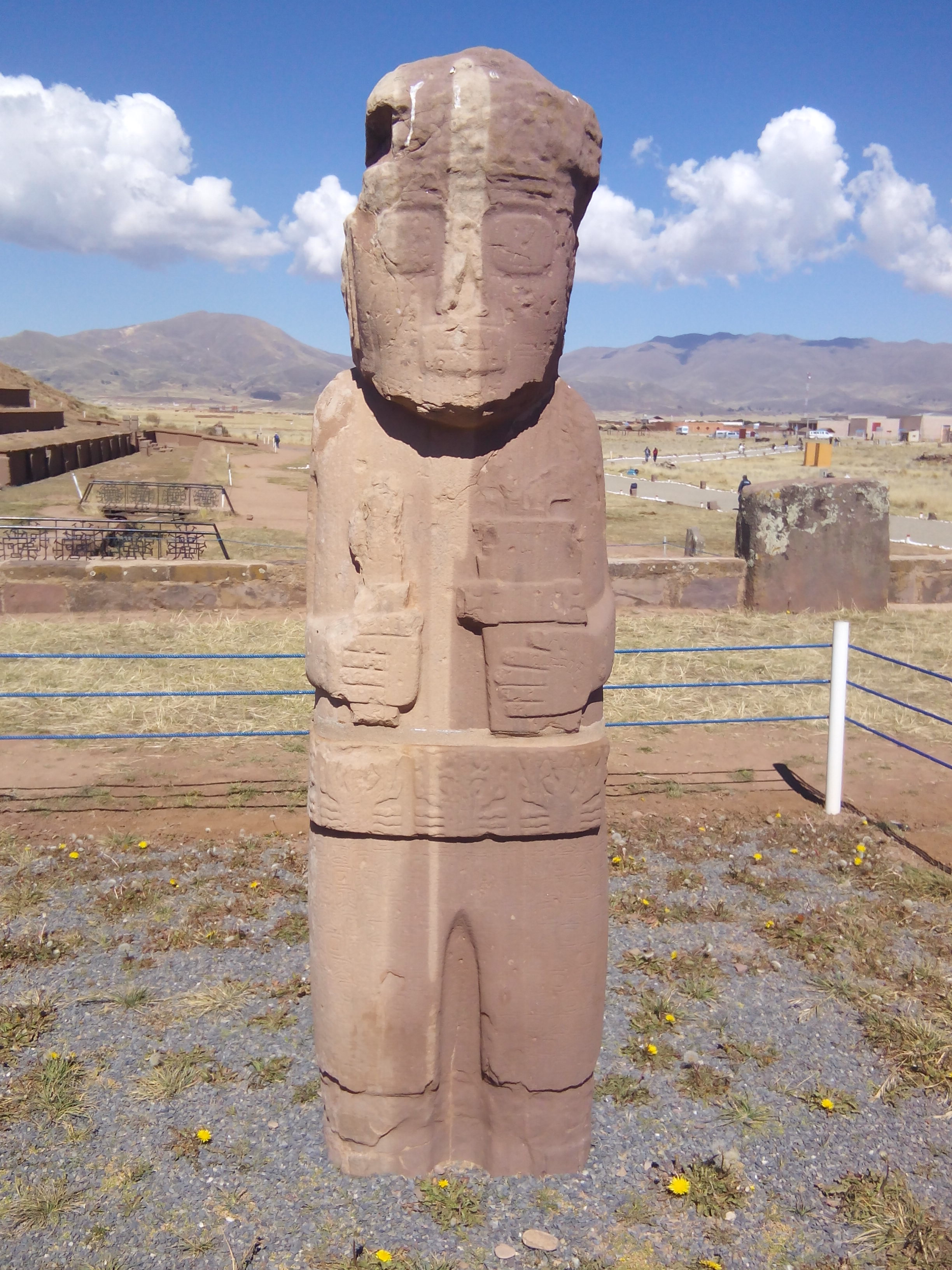
Mönch-Monolith
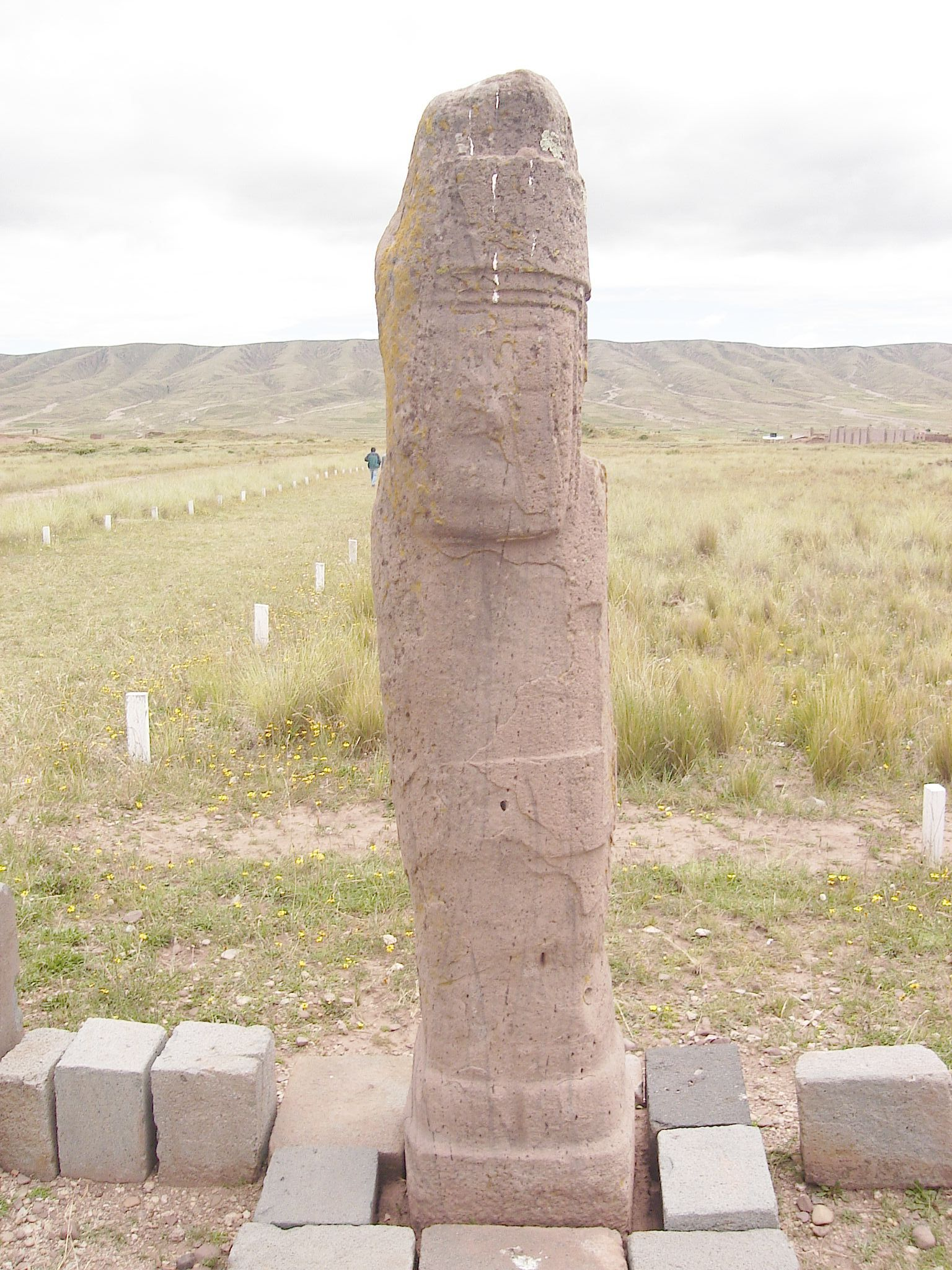
Stark erodierter Monolith bei Tiwanaku
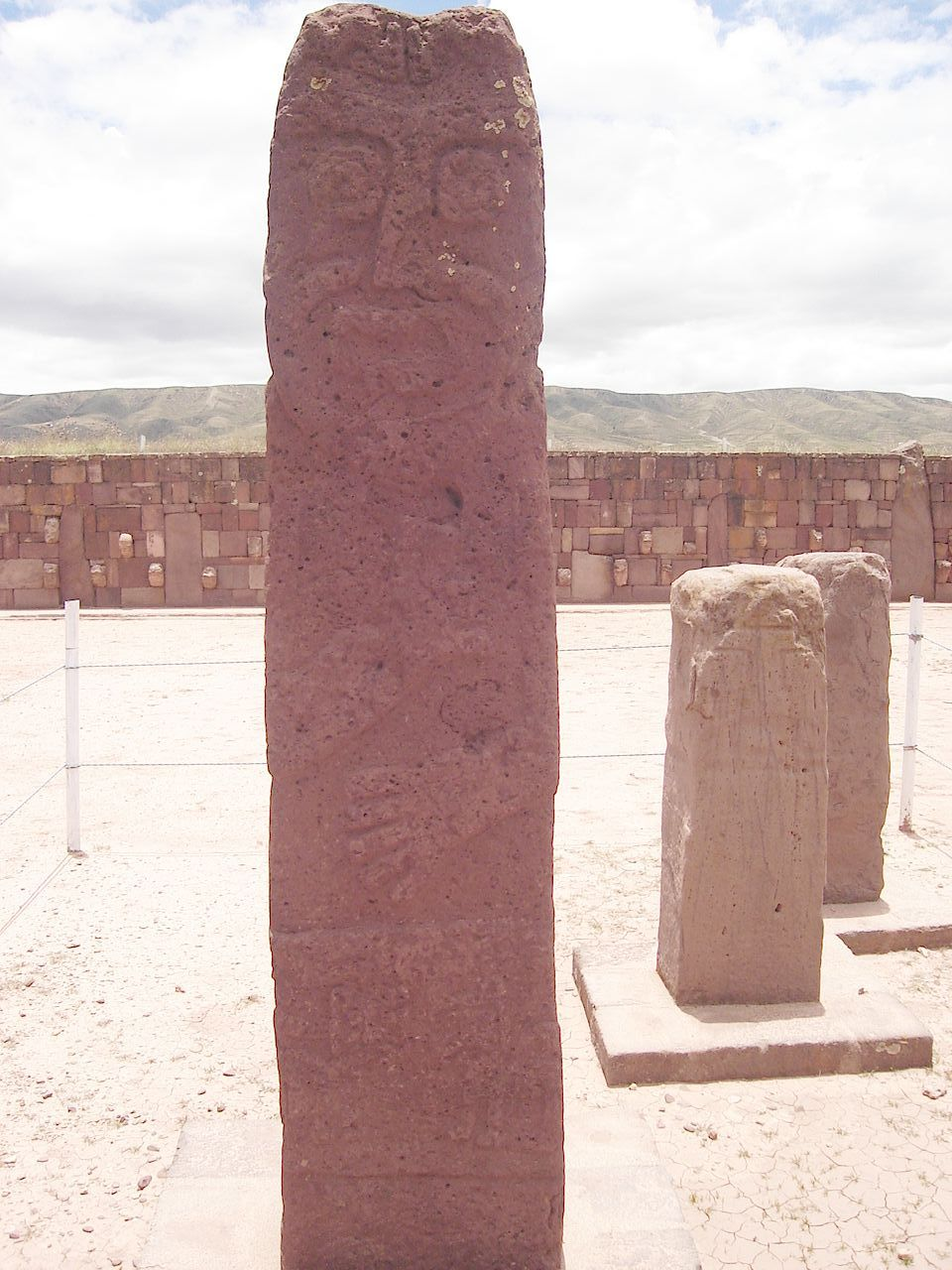
El-Barbado-Stele
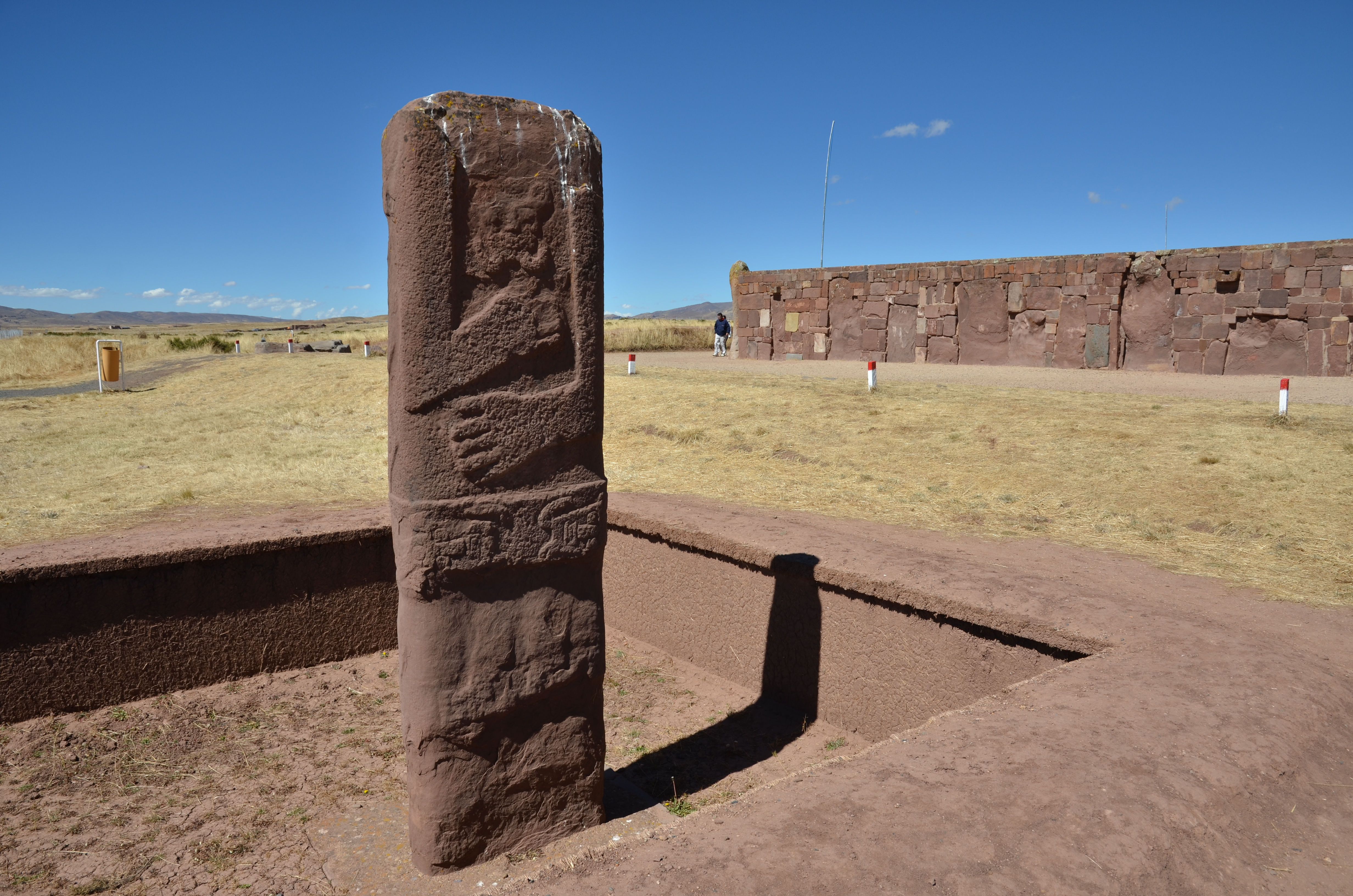
El-Descabezado-Stele
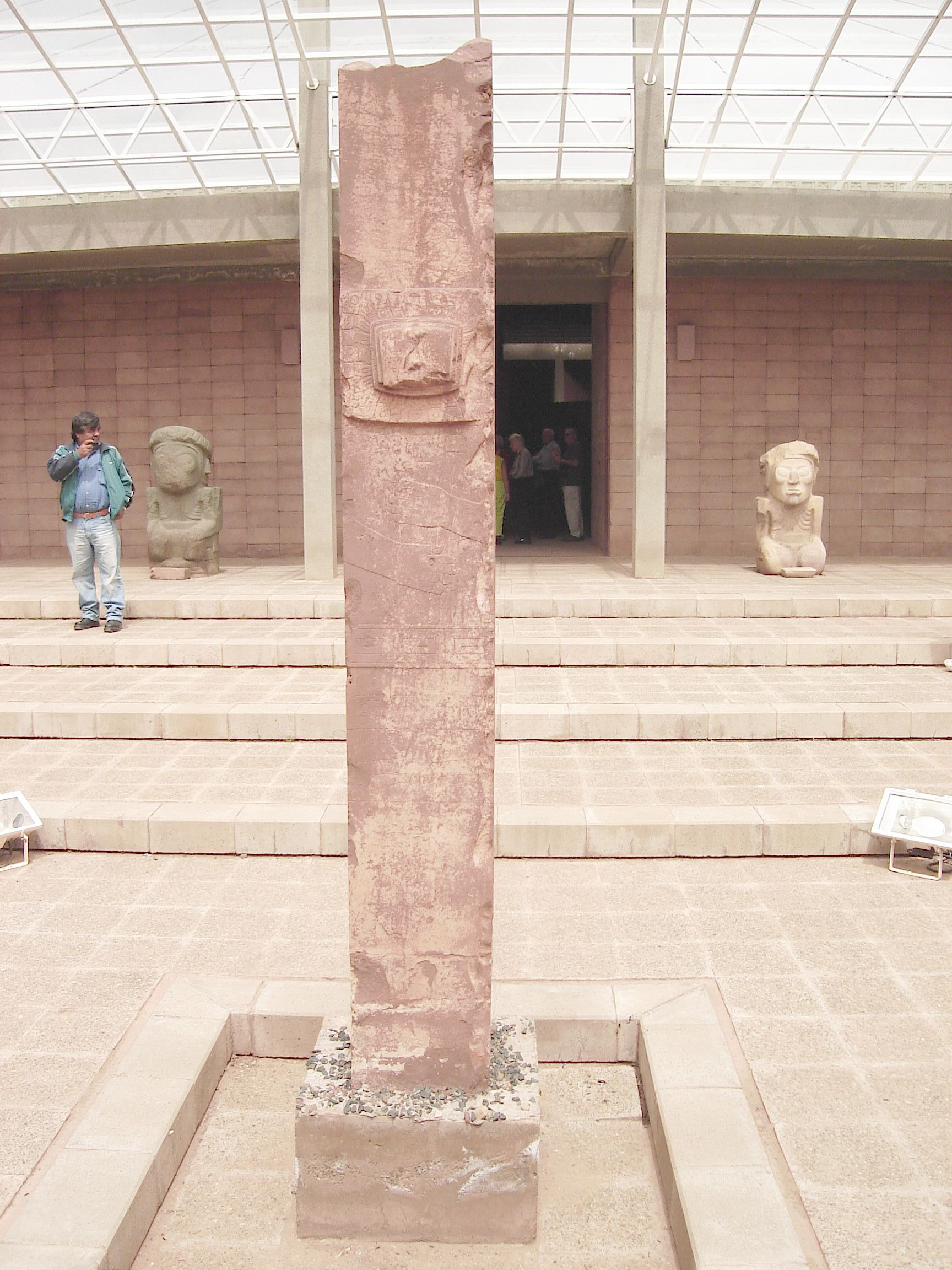
Chunchukala-Stele

Einige Steinskulpturen können nicht gedeutet werden, darunter eine Skulptur (Stübel und Uhle 1892; „Bildsäule Nr. 20, Tafel 32 Figur 4“), die Alphons Stübel und Max Uhle als „rätselhaft“ bezeichnen. Diese Statue (heute im örtlichen Museum) sei „eine höchst originelle Erscheinung nicht allein unter den Statuen von Tiahuanaco, sondern unter allen Darstellungen statuarischer Form, welche je von Menschenhand gebildet worden sind […].“

## Ufo-Enthusiasten
Tiwanaku und dort insbesondere das Areal Pumapunku ist global bekannt für seine Monumentalstrukturen und Dreh- und Angelpunkt von Büchern und Fernsehsendungen der „alternativen Archäologie“; insbesondere solche über Außerirdische, die einst die Erde besucht haben sollen. Atlantis- und Ufo-Enthusiasten verweisen auf die präzise zugerichteten Steinquader in der Hochebene des Altiplano, die ihrer Ansicht nach Mysterien darstellen. Erich von Däniken, der für seine umstrittenen Thesen bekannt ist, hält es für möglich, dass die Monumentalbauten und -skulpturen von Tiwanaku von Außerirdischen mit einem Laser angefertigt worden sind.
Pumapunku stellt nach Däniken ein Überbleibsel außerirdischen Lebens auf der Erde dar. Bei Pumapunku handelt es sich um ein Herzstück der Präastronautik. Eine virtuelle Rekonstruktion des Archäologen Alexei Vranich ergab, dass die etwa 150 Einzelteile der Monumentalstruktur von Pumapunku korrekt zusammengesetzt zeitgenössische lokale Architektur ergeben. Die Form der Monumentalstruktur konnte unmittelbar als ein Design, das in Gebäuden an den beiden nahe gelegenen Fundstätten Chiripa und Pukara vorkommt, wiedererkannt werden. Dieses solide Beweisstück entkräftet die anhaltenden Behauptungen von Ancient-Aliens-Enthusiasten in der Hinsicht, dass sie Pumapunku als bestes Beispiel für außerirdische Technologie ansehen, teilweise basierend auf der Vorstellung, dass Pumapunku in seiner Form und Gestaltung keine lokalen Vorläufer hat.
Nach dem Archäologen Franco D. Rossi würden sich die Bauwerke, die Ancient Aliens thematisiert, fast ausschließlich in Gebieten befinden, die von historisch entrechteten Menschen bewohnt werden oder zuvor besiedelt wurden. Erich von Dänikens Aussage, dass die Aymara „Steinzeitmenschen“ waren und somit nicht in der Lage gewesen wären, Pumapunku zu errichten, sei nach Rossi repräsentativ für den Standpunkt von Ancient Aliens zu den Errungenschaften indigener Völker im Allgemeinen.
Robert Charroux behauptete, Tiwanaku sei die älteste Stadt der Welt und einst von „Wesen von der Venus“ bevölkert gewesen. Nach John Janusek steht die Vorstellung, dass bei der Errichtung von Tiwanaku Außerirdische ihre Finger im Spiel gehabt hätten, am „lächerlichen, wenn auch unterhaltsamen Ende des Spektrums“ der Pseudotheorien zu Tiwanaku. Insbesondere das Sonnentor von Tiwanaku ist Gegenstand von Spekulationen. Nach Johannes Saltzwedel (Der Spiegel) hätten sich zahlreiche Hobby-Detektive an der Bildbotschaft des Sonnentors versucht. Die Spekulationen würden von komplexer Zahlensymbolik über Bauernregeln bis hin zur Einwirkung Außerirdischer reichen.
Nach Alexei Vranich hätten Generationen von Amateur- und Pseudoarchäologen die scheinbare geometrische Perfektion der Tiwanaku-Architektur als Beleg für eine fortschrittliche Super- oder sogar außerirdische Zivilisation angeführt, ohne dabei auch nur in Erwägung zu ziehen, die Ureinwohner des Titicacasee-Beckens seien für die Bauten verantwortlich.